# Офіційний перелік регіонально рідкісних тварин Харківської області
Перший Перелік регіонально рідкісних видів тварин для Харківської області був затверджений рішенням Харківської обласної ради від 25 вересня 2001 р.
У 2012 році за ініціативи вчених Харківського національного університету ім. Каразіна був складений новий «Перелік видів тварин, які підлягають особливій охороні на території Харківської області» з огляду на останнє видання Червоної книги України (2009 р.), міжнародні переліки рідкісних тварин (МСОП, Європейські червоні списки, Додатки до Боннської, Бернської та Вашингтонської конвенцій, тощо) та зміни, що відбулися у фауні регіону. До регіонального «Переліку» були включені ті види тварин, які постійно або тимчасово перебувають у природних умовах на території Харківської області та занесені до Червоної книги України, не занесені до Червоної книги України, але є рідкісними для Харківської області або перебувають під загрозою зникнення, занесені до Червоного списку Міжнародного союзу охорони природи, Європейського червоного списку, а також ті, що підпадають під дію міжнародних конвенцій, ратифікованих Україною. У порівнянні з попередніми подібними переліками, з «Переліку» 2012 року було виведено види, що наразі відсутні на території області або, за даними ретельних обліків, можуть вважатися такими, що не перебувають під загрозою зникнення. Водночас, до «Переліку» додано низку нових об'єктів фауни Харківщини, відомості про які було отримано у ході спеціальних досліджень.
У лютому 2013 року на підставі нового «Переліку видів тварин, які підлягають особливій охороні на території Харківської області» була видана «Червона книга Харківської області. Тваринний світ». Координацію робіт щодо підготовки цього видання здійснювала обласна комісія з питань Червоної книги та Державне управління охорони навколишнього природного середовища у Харківській області.
До Червоної книги Харківщини занесено 386 видів тварин ― представників класів: звичайні губки (2 види), покритороті (3 види), гідроїдні (2 види), п'явки (4 види), двостулкові (3 види), черевоногі (10 видів), зяброногі раки (8 видів), щелепоногі (3 види), павукоподібні (6 видів), губоногі (1 вид), комахи (199 видів), непарноніздрьові (1 вид), променепері риби (18 видів), амфібії (5 видів), рептилії (10 видів), птахи (75 видів), ссавці (36 видів).

## Червона книга Харківської області
Види тварин наведені в таблицях у послідовності, в якій вони представлені у виданні «Червона книга Харківської області. Тваринний світ» (2013 р.).

### Губки, мохуватки, жалкі, кільчасті черви
| № з/п | Вид        | Вид                          | Вид                                                                   | Охоронні категорії | Охоронні категорії | Охоронні категорії | Родина                          | Ряд                                  | Клас                          | Тип                        |
| № з/п | зображення | українська назва             | біноміальна назва                                                     | ЧКХО               | ЧКУ                | МСОП / ЄС / БЕ     | Родина                          | Ряд                                  | Клас                          | Тип                        |
| ----- | ---------- | ---------------------------- | --------------------------------------------------------------------- | ------------------ | ------------------ | ------------------ | ------------------------------- | ------------------------------------ | ----------------------------- | -------------------------- |
| 1.    |            | Бодяга ставкова              | Spongilla lacustris (Linnaeus, 1758)                                  | ВР                 |                    | -                  | Бодягові Spongillidae           | Гаплосклери Haplosclerida            | Звичайні губки Demo- spongiae | Губки Porifera ↓           |
| 2.    |            | Бодяга річкова               | Ephydatia fluviatilis (Linnaeus, 1759)                                | ВР                 |                    | -                  | Бодягові Spongillidae           | Гаплосклери Haplosclerida            | Звичайні губки Demo- spongiae | Губки Porifera ↓           |
| 3.    |            | Мохуватка гребінчаста        | Cristatella mucedo Cuvier, 1798                                       | ВР                 |                    | -                  | Кристателіди Cristatellidae     | Плюматели Plumatellida               | Покритороті Phylacto- laemata | Мохуватки Bryozoa ↑ ↓      |
| 4.    |            | Мохуватка клубчаста          | Plumatella fungosa (Pallas, 1768)                                     | ВР                 |                    | -                  | Плюмателіди Plumatellidae       | Плюматели Plumatellida               | Покритороті Phylacto- laemata | Мохуватки Bryozoa ↑ ↓      |
| 5.    |            | Мохуватка повзуча            | Plumatella repens (Linnaeus, 1758)                                    | ВР                 |                    | -                  | Плюмателіди Plumatellidae       | Плюматели Plumatellida               | Покритороті Phylacto- laemata | Мохуватки Bryozoa ↑ ↓      |
| 6.    |            | Гідра довгостебла            | Hydra oligactis Pallas, 1766                                          | ВР                 |                    | -                  | Гідріди Hydridae                | Антомедузи Antho- medusae            | Гідроїдні Hydrozoa            | Жалкі Cnidaria ↑ ↓         |
| 7.    |            | Гідра зелена                 | Hydra viridissima Pallas, 1766 Chlorohydra viridissima (Pallas, 1766) | ВР                 |                    | -                  | Гідріди Hydridae                | Антомедузи Antho- medusae            | Гідроїдні Hydrozoa            | Жалкі Cnidaria ↑ ↓         |
| 8.    | зображення | П'явунка черепашача          | Placobdella costata (Fr. Müller, 1846)                                | ВР                 |                    | -                  | Плоскі п'явки Glossi- phoniidae | Хоботні п'явки Rhynchob- dellida     | П'явки Hirudinida             | Кільчасті черви Annelida ↓ |
| 9.    | зображення | Псевдотрохета п'ятикільчаста | Fadejewobdella quinqueannulata (Lukin, 1929)                          | РД                 | ВР                 | -                  | Глоткові п'явки Erpobdellidae   | Безхоботні п'явки Arhynchob- dellida | П'явки Hirudinida             | Кільчасті черви Annelida ↓ |
| 10.   |            | П'явка медична               | Hirudo medicinalis Linnaeus, 1758                                     | РД                 | ВР                 | NT ЄС I БЕ 3       | Медичні п'явки Hirudinidae      | Безхоботні п'явки Arhynchob- dellida | П'явки Hirudinida             | Кільчасті черви Annelida ↓ |
| 11.   |            | П'явка аптечна               | Hirudo verbana Carena, 1820                                           | РД                 | ВР                 | -                  | Медичні п'явки Hirudinidae      | Безхоботні п'явки Arhynchob- dellida | П'явки Hirudinida             | Кільчасті черви Annelida ↓ |

### М'якуни
| Тип: М'якуни Mollusca | Тип: М'якуни Mollusca | Тип: М'якуни Mollusca             | Тип: М'якуни Mollusca                        | Тип: М'якуни Mollusca | Тип: М'якуни Mollusca | Тип: М'якуни Mollusca | Тип: М'якуни Mollusca | Тип: М'якуни Mollusca               | Тип: М'якуни Mollusca              | ↑                         |
| № з/п                 | Вид                   | Вид                               | Вид                                          | Охоронні категорії    | Охоронні категорії    | Охоронні категорії    | Охоронні категорії    | Родина                              | Ряд                                | Клас                      |
| № з/п                 | зображення            | українська назва                  | біноміальна назва                            | ЧКХО                  | ЧКУ                   | МСОП                  | ЄС / БЕ               | Родина                              | Ряд                                | Клас                      |
| --------------------- | --------------------- | --------------------------------- | -------------------------------------------- | --------------------- | --------------------- | --------------------- | --------------------- | ----------------------------------- | ---------------------------------- | ------------------------- |
| 12.                   |                       | Беззубка вузька                   | Pseudanodonta complanata (Rossmässler, 1835) | РД                    |                       | VU                    | NT                    | Перлівцеві Unionidae                | Уніоноіди Unionoida                | Двостулкові Bivalvia ↓    |
| 13.                   |                       | Перлівниця товста                 | Unio crassus Philipsson, 1788                | РД                    |                       | EN                    | VU                    | Перлівцеві Unionidae                | Уніоноіди Unionoida                | Двостулкові Bivalvia ↓    |
| 14.                   |                       | Мускуліум озерний                 | Musculium lacustre (Müller, 1774)            | РД                    |                       | LC                    | LC                    | Кулькові Sphaeriidae                | Уніоноіди Unionoida                | Двостулкові Bivalvia ↓    |
| 15.                   |                       | Лунка річкова                     | Theodoxus fluviatilis (Linnaeus, 1758)       | РД                    |                       | LC                    | LC                    | Лунки Neritidae                     | Неритоїди Neritoida                | Черевоногі Gastropoda ↑ ↓ |
| 16.                   |                       | Дернівка тірольська               | Vallonia enniensis (Gredler, 1856)           | ВРР                   |                       | DD                    | NT                    | Дернівки Valloniidae                | Стебель- чатоокі Stylom- matophora | Черевоногі Gastropoda ↑ ↓ |
| 17.                   | зображення            | Агатівка широка                   | Cochlicopa nitens (M. von Gallenstein, 1848) | РД                    |                       | LC                    |                       | Агатівки Cochlicopidae              | Стебель- чатоокі Stylom- matophora | Черевоногі Gastropoda ↑ ↓ |
| 18.                   |                       | Вертиго широкий (завиток широкий) | Vertigo antivertigo (Draparnaud, 1801)       | РД                    |                       | -                     | LC                    | ЗавитковіVertiginidae               | Стебель- чатоокі Stylom- matophora | Черевоногі Gastropoda ↑ ↓ |
| 19.                   |                       | Вертиго вузький                   | Vertigo angustior Jeffreys, 1830             | ВРР                   |                       | NT                    | VU                    | ЗавитковіVertiginidae               | Стебель- чатоокі Stylom- matophora | Черевоногі Gastropoda ↑ ↓ |
| 20.                   |                       | Трункателіна ребриста             | Truncatellina costulata (Nilsson, 1823)      | ВРР                   |                       | -                     | LC                    | Трунка- телініди Trunca- tellinidae | Стебель- чатоокі Stylom- matophora | Черевоногі Gastropoda ↑   |
| 21.                   |                       | Русинка тендітна                  | Ruthenica filograna (Rossmässler, 1836)      | ВРР                   |                       | -                     |                       | Веретенівки Clausiliidae            | Стебель- чатоокі Stylom- matophora | Черевоногі Gastropoda ↑   |
| 22.                   |                       | Лацініарія зубата                 | Laciniaria plicata (Draparnaud, 1801)        | НВМ                   |                       | -                     |                       | Веретенівки Clausiliidae            | Стебель- чатоокі Stylom- matophora | Черевоногі Gastropoda ↑   |
| 23.                   |                       | Кришталівка стиснута              | Vitrea contracta (Westerlund, 1871)          | ВРР                   |                       | -                     |                       | Склівки Zonitidae                   | Стебель- чатоокі Stylom- matophora | Черевоногі Gastropoda ↑   |
| 24.                   |                       | Блискучка зеленкувата             | Perpolita petronella (L. Pfeiffer, 1853)     | РД                    |                       | -                     |                       | Склівки Zonitidae                   | Стебель- чатоокі Stylom- matophora | Черевоногі Gastropoda ↑   |

### Зяброногі раки, щелепоногі, павукоподібні, губоногі
| Тип: Членистоногі Arthropoda | Тип: Членистоногі Arthropoda | Тип: Членистоногі Arthropoda | Тип: Членистоногі Arthropoda             | Тип: Членистоногі Arthropoda | Тип: Членистоногі Arthropoda | Тип: Членистоногі Arthropoda | Тип: Членистоногі Arthropoda | Тип: Членистоногі Arthropoda | ↑                             |
| № з/п                        | Вид                          | Вид                          | Вид                                      | Охоронні категорії           | Охоронні категорії           | Охоронні категорії           | Родина                       | Ряд                          | Клас                          |
| № з/п                        | зображення                   | українська назва             | біноміальна назва                        | ЧКХО                         | ЧКУ                          | МСОП / ЄС                    | Родина                       | Ряд                          | Клас                          |
| ---------------------------- | ---------------------------- | ---------------------------- | ---------------------------------------- | ---------------------------- | ---------------------------- | ---------------------------- | ---------------------------- | ---------------------------- | ----------------------------- |
| 25.                          |                              | Танімастикс ставковий        | Tanymastix stagnalis (Linnaeus, 1758)    | ВР                           | ВР                           | -                            | Бранхіподиди Branchipodidae  | Зяброноги Anostraca          | Зяброногі раки Branchiopoda ↓ |
| 26.                          | зображення                   | Дрепанозурус дволикий        | Drepanosurus birostratus (Fisher, 1851)  | ВР                           | ВР                           | -                            | Хіроцефаліди Chirocephalidae | Зяброноги Anostraca          | Зяброногі раки Branchiopoda ↓ |
| 27.                          | зображення                   | Хіроцефал Жадіна             | Chirocephalus shadini (Smirnov, 1928)    | ВР                           |                              | -                            | Хіроцефаліди Chirocephalidae | Зяброноги Anostraca          | Зяброногі раки Branchiopoda ↓ |
| 28.                          | зображення                   | Стрептоцефал грізнорогий     | Streptocephalus torvicornis (Waga, 1842) | ВР                           |                              | -                            | Хіроцефаліди Chirocephalidae | Зяброноги Anostraca          | Зяброногі раки Branchiopoda ↓ |
| 29.                          |                              | Щитень весняний              | Lepidurus apus (Linnaeus, 1758)          | ВР                           |                              | -                            | Щитні Triopsidae             | Щитні Notostraca             | Зяброногі раки Branchiopoda ↓ |
| 30.                          |                              | Щитень літній                | Triops cancriformis (Bosc, 1801)         | ВР                           |                              | -                            | Щитні Triopsidae             | Щитні Notostraca             | Зяброногі раки Branchiopoda ↓ |
| 31.                          | зображення                   | Лінкей короткохвостий        | Lynceus brachyurus Müller, 1776          | ВР                           |                              | -                            | Лінцеіди Lynceidae           | Диплостраки Diplostraca      | Зяброногі раки Branchiopoda ↓ |
| 32.                          | зображення                   | Цизикус чотиривусий          | Cyzicus tetracerus (Krynicki, 1830)      | ВР                           |                              | -                            | Цизициди Cyzicidae           | Диплостраки Diplostraca      | Зяброногі раки Branchiopoda ↓ |
| 33.                          | зображення                   | Гемідіаптом Рилова           | Hemidiaptomus rylowi Charin, 1928        | ЗК                           | ЗК                           | -                            | Діаптомиди Diaptomidae       | Каланоїди Calanoida          | Щелепоногі Maxillopoda ↑ ↓    |
| 34.                          |                              | Гемідіаптом угорський        | Hemidiaptomus hungaricus Kiefer, 1933    | ЗК                           |                              | -                            | Діаптомиди Diaptomidae       | Каланоїди Calanoida          | Щелепоногі Maxillopoda ↑ ↓    |
| 35.                          | зображення                   | Гмеліна маленька             | Gmelina pusilla G. O. Sars, 1896         | ВР                           | ВР                           | -                            | Бокоплавові Gammaridae       | Бокоплави Amphipoda          | Щелепоногі Maxillopoda ↑ ↓    |
| 36.                          |                              | Ерезус чорний                | Eresus kollari Rossi, 1846               | РД                           |                              | -                            | Ерезіди Eresidae             | Павуки Araneae               | Павукоподібні Arachnida ↑ ↓   |
| 37.                          |                              | Мустелікоза половинчаста     | Mustelicosa dimidiata (Thorell, 1875)    | РД                           |                              | -                            | Павуки-вовки Lycosidae       | Павуки Araneae               | Павукоподібні Arachnida ↑ ↓   |
| 38.                          |                              | Гнафоза кримська             | Gnaphosa taurica Thorell, 1875           | РД                           |                              | -                            | Гнафозіди Gnaphosidae        | Павуки Araneae               | Павукоподібні Arachnida ↑ ↓   |
| 39.                          | зображення                   | Гнафоза засмучена            | Gnaphosa lugubris (C. L. Koch, 1839)     | РД                           |                              | -                            | Гнафозіди Gnaphosidae        | Павуки Araneae               | Павукоподібні Arachnida ↑ ↓   |
| 40.                          |                              | Кзістікус монгольський       | Xysticus mongolicus Schenkel, 1963       | РД                           |                              | -                            | Павуки-краби Thomisidae      | Павуки Araneae               | Павукоподібні Arachnida ↑ ↓   |
| 41.                          | зображення                   | Іленус прикрашений           | Yllenus vittatus Thorell, 1875           | РД                           |                              | -                            | Павуки-скакуни Salticidae    | Павуки Araneae               | Павукоподібні Arachnida ↑ ↓   |
| 42.                          |                              | Мухоловка звичайна           | Scutigera coleoptrata (Linnaeus, 1758)   | РД                           | РД                           | -                            | Скутигери Scutigeridae       | Скутигери Scutigeromorpha    | Губоногі Chilopoda            |

### Комахи
| Тип: Членистоногі Arthropoda \| Клас: Комахи Insecta | Тип: Членистоногі Arthropoda \| Клас: Комахи Insecta | Тип: Членистоногі Arthropoda \| Клас: Комахи Insecta         | Тип: Членистоногі Arthropoda \| Клас: Комахи Insecta                                    | Тип: Членистоногі Arthropoda \| Клас: Комахи Insecta | Тип: Членистоногі Arthropoda \| Клас: Комахи Insecta | Тип: Членистоногі Arthropoda \| Клас: Комахи Insecta | Тип: Членистоногі Arthropoda \| Клас: Комахи Insecta | ↑                                 |
| № з/п                                                | Вид                                                  | Вид                                                          | Вид                                                                                     | Охоронні категорії                                   | Охоронні категорії                                   | Охоронні категорії                                   | Родина                                               | Ряд                               |
| № з/п                                                | зображення                                           | українська назва                                             | біноміальна назва                                                                       | ЧКХО                                                 | ЧКУ                                                  | МСОП / ЄС / БЕ                                       | Родина                                               | Ряд                               |
| ---------------------------------------------------- | ---------------------------------------------------- | ------------------------------------------------------------ | --------------------------------------------------------------------------------------- | ---------------------------------------------------- | ---------------------------------------------------- | ---------------------------------------------------- | ---------------------------------------------------- | --------------------------------- |
| 43.                                                  |                                                      | Лютка дрібнозубчаста                                         | Chalcolestes parvidens (Artobolevsky, 1929)                                             | НВ                                                   |                                                      | LC                                                   | Лютки Lestidae                                       | Бабки Odonata ↓                   |
| 44.                                                  |                                                      | Стрілка списоносна                                           | Coenagrion hastulatum (Charpentier, 1825)                                               | РД                                                   |                                                      | LC                                                   | Стрілки Coenagrionidae                               | Бабки Odonata ↓                   |
| 45.                                                  |                                                      | Негаленія чудова                                             | Nehalennia speciosa (Charpentier, 1840)                                                 | ВР                                                   |                                                      | NT                                                   | Стрілки Coenagrionidae                               | Бабки Odonata ↓                   |
| 46.                                                  |                                                      | Дозорець-імператор                                           | Anax imperator Leach, 1815                                                              | ВБ                                                   | ВР                                                   | LC                                                   | Коромисла Aeshnidae                                  | Бабки Odonata ↓                   |
| 47.                                                  |                                                      | Дозорець звичайний (дозорець малий)                          | Anax parthenope (Selys, 1839)                                                           | РД                                                   |                                                      | LC                                                   | Коромисла Aeshnidae                                  | Бабки Odonata ↑ ↓                 |
| 48.                                                  |                                                      | Дідок жовтоногий                                             | Gomphus flavipes (Charpentier, 1825)                                                    | РД                                                   |                                                      | LC БЕ 2                                              | Дідки Gomphidae                                      | Бабки Odonata ↑ ↓                 |
| 49.                                                  |                                                      | Зеленотілка металічна                                        | Somatochlora metallica (Vander Linden, 1825)                                            | РД                                                   |                                                      | LC                                                   | Бабки металеві Corduliidae                           | Бабки Odonata ↑ ↓                 |
| 50.                                                  |                                                      | Білоноска червонувата                                        | Leucorrhinia rubicunda (Linnaeus, 1758)                                                 | ВР                                                   |                                                      | LC                                                   | Бабки металеві Corduliidae                           | Бабки Odonata ↑ ↓                 |
| 51.                                                  |                                                      | Білоноска болотяна                                           | Leucorrhinia pectoralis (Charpentier, 1825)                                             | РД                                                   |                                                      | LC БЕ 2                                              | Бабки металеві Corduliidae                           | Бабки Odonata ↑ ↓                 |
| 52.                                                  |                                                      | Тонкочеревець сплющений                                      | Sympetrum depressiusculum (Selys, 1841)                                                 | НВ                                                   |                                                      | VU                                                   | Бабки металеві Corduliidae                           | Бабки Odonata ↑ ↓                 |
| 53.                                                  |                                                      | Тонкочеревець чорний                                         | Sympetrum danae (Sulzer, 1776)                                                          | ВР                                                   |                                                      | LC                                                   | Бабки металеві Corduliidae                           | Бабки Odonata ↑ ↓                 |
| 54.                                                  |                                                      | Тонкочеревець перев'язаний                                   | Sympetrum pedemontanum (Müller in Allioni, 1766)                                        | РД                                                   | ВР                                                   | LC                                                   | Бабки металеві Corduliidae                           | Бабки Odonata ↑ ↓                 |
| 55.                                                  |                                                      | Огнівка тріскуча                                             | Psophus stridulus (Linnaeus, 1758)                                                      | РДМ                                                  |                                                      | -                                                    | Саранові Acrididae                                   | Прямокрилі Orthoptera ↑ ↓         |
| 56.                                                  |                                                      | Пилкохвіст український                                       | Poecilimon ukrainicus Bey-Bienko, 1951                                                  | ЗК                                                   | ВР                                                   | -                                                    | Листові коники Phaneropteridae                       | Прямокрилі Orthoptera ↑ ↓         |
| 57.                                                  |                                                      | Дибка степова                                                | Saga pedo (Pallas, 1771)                                                                | РД                                                   | РД                                                   | VU ЄС V БЕ 2                                         | Коники справжні Tettigoniidae                        | Прямокрилі Orthoptera ↑ ↓         |
| 58.                                                  |                                                      | Коник Фрівальдського                                         | Pholidoptera frivaldszkyi (Herman, 1871)                                                | ЗК                                                   |                                                      | -                                                    | Коники справжні Tettigoniidae                        | Прямокрилі Orthoptera ↑ ↓         |
| 59.                                                  |                                                      | Афелохірус літній                                            | Aphelocheirus aestivalis (Fabricius, 1794)                                              | РД                                                   |                                                      | -                                                    | Афелохейриди Aphelocheiridae                         | Напівтвердокрилі Hemiptera ↑ ↓    |
| 60.                                                  |                                                      | Клоп-фімата товстоногий (фімата красипес)                    | Phymata crassipes (Fabricius, 1775)                                                     | РД                                                   |                                                      | -                                                    | Редувіїди Reduviidae                                 | Напівтвердокрилі Hemiptera ↑ ↓    |
| 61.                                                  |                                                      | Яла овальна                                                  | Jalla dumosa (Linnaeus, 1758)                                                           | РД                                                   |                                                      | -                                                    | Щитники Pentatomidae                                 | Напівтвердокрилі Hemiptera ↑ ↓    |
| 62.                                                  | зображення                                           | Вільпіанус підмаренників                                     | Vilpianus galii (Wolff, 1802)                                                           | РД                                                   |                                                      | -                                                    | Щитники Pentatomidae                                 | Напівтвердокрилі Hemiptera ↑ ↓    |
| 63.                                                  | зображення                                           | Менакарус піщаний                                            | Menaccarus arenicola (Scholtz, 1847)                                                    | РД                                                   |                                                      | -                                                    | Щитники Pentatomidae                                 | Напівтвердокрилі Hemiptera ↑ ↓    |
| 64.                                                  |                                                      | Диродерес щитовидний                                         | Dyroderes umbraculatus (Fabricius, 1775)                                                | РД                                                   |                                                      | -                                                    | Щитники Pentatomidae                                 | Напівтвердокрилі Hemiptera ↑ ↓    |
| 65.                                                  |                                                      | Пікромерус двозубчастий                                      | Picromerus bidens (Linnaeus, 1758)                                                      | РД                                                   |                                                      | -                                                    | Щитники Pentatomidae                                 | Напівтвердокрилі Hemiptera ↑ ↓    |
| 66.                                                  |                                                      | Пінтеус звичайний                                            | Pinthaeus sanguinipes (Fabricius, 1781)                                                 | РД                                                   |                                                      | -                                                    | Щитники Pentatomidae                                 | Напівтвердокрилі Hemiptera ↑ ↓    |
| 67.                                                  |                                                      | Троїлюс крилоплечий                                          | Troilus luridus (Fabricius, 1775)                                                       | РД                                                   |                                                      | -                                                    | Щитники Pentatomidae                                 | Напівтвердокрилі Hemiptera ↑ ↓    |
| 68.                                                  |                                                      | Стрибун приморський                                          | Cicindela maritima Dejean, 1822                                                         | РД                                                   |                                                      | -                                                    | Туруни Carabidae                                     | Твердокрилі Coleoptera ↑ ↓        |
| 69.                                                  | зображення                                           | Стрибун Зальберга                                            | Cicindela sahlbergi G. Fischer, 1824                                                    | РД                                                   |                                                      | -                                                    | Туруни Carabidae                                     | Твердокрилі Coleoptera ↑ ↓        |
| 70.                                                  |                                                      | Омогліміус Гермара                                           | Omoglymmius germari (Ganglbauer, 1891)                                                  | РД                                                   |                                                      | DD                                                   | Різодіди Rhysodidae                                  | Твердокрилі Coleoptera ↑ ↓        |
| 71.                                                  |                                                      | Красотіл пахучий                                             | Calosoma sycophanta (Linnaeus, 1758)                                                    | ВР                                                   | ВР                                                   | ЄС V                                                 | Туруни Carabidae                                     | Твердокрилі Coleoptera ↑ ↓        |
| 72.                                                  |                                                      | Турун Щеглова                                                | Carabus stscheglowi (Mannerheim, 1827)                                                  | РДМ                                                  | РД                                                   | -                                                    | Туруни Carabidae                                     | Твердокрилі Coleoptera ↑ ↓        |
| 73.                                                  | зображення                                           | Турун сибірський                                             | Carabus sibiricus haeres Fischer von Waldheim, 1823                                     | РД                                                   |                                                      | -                                                    | Туруни Carabidae                                     | Твердокрилі Coleoptera ↑ ↓        |
| 74.                                                  | зображення                                           | Турун золотисто-облямований                                  | Carabus aurolimbatus Dejean, 1829                                                       | РДМ                                                  |                                                      | -                                                    | Туруни Carabidae                                     | Твердокрилі Coleoptera ↑ ↓        |
| 75.                                                  | зображення                                           | Плавунчик Захаренка                                          | Haliplus zacharenkoi Gramma et Prisny, 1973                                             | РД                                                   |                                                      | -                                                    | Плавунчики Haliplidae                                | Твердокрилі Coleoptera ↑ ↓        |
| 76.                                                  |                                                      | Вертячка сутінкова                                           | Orectochilus villosus (O. F. Müller, 1776)                                              | РД                                                   |                                                      | -                                                    | Вертячки Gyrinidae                                   | Твердокрилі Coleoptera ↑ ↓        |
| 77.                                                  |                                                      | Карапузик великий                                            | Pachylister inaequalis (Olivier, 1789)                                                  | РД                                                   |                                                      | -                                                    | Карапузики Histeridae                                | Твердокрилі Coleoptera ↑ ↓        |
| 78.                                                  |                                                      | Мертвоїд похмурий                                            | Silpha tristis Illiger, 1798                                                            | РД                                                   |                                                      | -                                                    | Мертвоїди Silphidae                                  | Твердокрилі Coleoptera ↑ ↓        |
| 79.                                                  |                                                      | Стафілін волохатий                                           | Emus hirtus (Linnaeus, 1758)                                                            | РДС                                                  | РД                                                   | -                                                    | Жуки-хижаки Staphylinidae                            | Твердокрилі Coleoptera ↑ ↓        |
| 80.                                                  |                                                      | Восковик-пістряк мінливий (пістряк восьмицятковий)           | Gnorimus variabilis (Linnaeus, 1758)                                                    | РДР                                                  |                                                      | NT                                                   | Пластинчастовусі Scarabaeidae                        | Твердокрилі Coleoptera ↑ ↓        |
| 81.                                                  | зображення                                           | Жук-самітник                                                 | Osmoderma barnabita Motschulsky, 1845                                                   | ВР                                                   | ВР                                                   | NT БЕ 2                                              | Пластинчастовусі Scarabaeidae                        | Твердокрилі Coleoptera ↑ ↓        |
| 82.                                                  |                                                      | Бронзівка велика зелена                                      | Protaetia aeruginosa (Linnaeus, 1767)                                                   | ВР                                                   |                                                      | NT                                                   | Пластинчастовусі Scarabaeidae                        | Твердокрилі Coleoptera ↑ ↓        |
| 83.                                                  |                                                      | Жук-олень (рогач звичайний)                                  | Lucanus cervus (Linnaeus, 1758)                                                         | ВР                                                   | РД                                                   | NT БЕ 3                                              | Рогачі Lucanidae                                     | Твердокрилі Coleoptera ↑ ↓        |
| 84.                                                  |                                                      | Езалюс скарабеоїдес                                          | Aesalus scarabaeoides (Panzer, 1794)                                                    | РДМ                                                  |                                                      | NT                                                   | Рогачі Lucanidae                                     | Твердокрилі Coleoptera ↑ ↓        |
| 85.                                                  |                                                      | Акмеодера несправжня (златка Дегенера)                       | Acmaeodera degener Scopoli, 1763                                                        | РДМ                                                  |                                                      | -                                                    | Златки Buprestidae                                   | Твердокрилі Coleoptera ↑ ↓        |
| 86.                                                  |                                                      | Евритирея дубова                                             | Eurythyrea quercus Herbst, 1780                                                         | РДР                                                  |                                                      | -                                                    | Златки Buprestidae                                   | Твердокрилі Coleoptera ↑ ↓        |
| 87.                                                  | зображення                                           | Златка коренева мідна                                        | Sphenoptera cuprina Motschulsky, 1860                                                   | РРС                                                  |                                                      | -                                                    | Златки Buprestidae                                   | Твердокрилі Coleoptera ↑ ↓        |
| 88.                                                  | зображення                                           | Діцерка амфібія                                              | Dicerca amphibia Marseul, 1865                                                          | РДР                                                  |                                                      | -                                                    | Златки Buprestidae                                   | Твердокрилі Coleoptera ↑ ↓        |
| 89.                                                  | зображення                                           | Златка Форманека                                             | Phaenops formaneki formaneki Jakobson, 1913                                             | РСН                                                  |                                                      | -                                                    | Златки Buprestidae                                   | Твердокрилі Coleoptera ↑ ↓        |
| 90.                                                  | зображення                                           | Златка золотиста в'язова                                     | Anthaxia senicula senicula (Schrank, 1789)                                              | РД                                                   |                                                      | -                                                    | Златки Buprestidae                                   | Твердокрилі Coleoptera ↑ ↓        |
| 91.                                                  | зображення                                           | Златка Тюрка                                                 | Anthaxia tuerki Ganglbauer, 1886                                                        | РДР                                                  |                                                      | -                                                    | Златки Buprestidae                                   | Твердокрилі Coleoptera ↑ ↓        |
| 92.                                                  | зображення                                           | Златка вогняночерева соснова                                 | Chrysobothris igniventris Reitter, 1895                                                 | ВР                                                   |                                                      | -                                                    | Златки Buprestidae                                   | Твердокрилі Coleoptera ↑ ↓        |
| 93.                                                  |                                                      | Златка дрокова вузькотіла                                    | Agrilus antiquus Mulsant et Rey, 1863                                                   | ВР                                                   |                                                      | -                                                    | Златки Buprestidae                                   | Твердокрилі Coleoptera ↑ ↓        |
| 94.                                                  | зображення                                           | Златка гострокрила вузькотіла                                | Agrilus guerini Lacordaire, 1835                                                        | РД                                                   |                                                      | -                                                    | Златки Buprestidae                                   | Твердокрилі Coleoptera ↑ ↓        |
| 95.                                                  | зображення                                           | Златка мідна вузькотіла                                      | Agrilus mendax Mannerheim, 1837                                                         | РД                                                   |                                                      | -                                                    | Златки Buprestidae                                   | Твердокрилі Coleoptera ↑ ↓        |
| 96.                                                  | зображення                                           | Ізоріпіс мелязоїдес                                          | Isorhipis melasoides (Laporte de Castelnau, 1835)                                       | РД                                                   |                                                      | LC                                                   | Еукнеміди Eucnemidae                                 | Твердокрилі Coleoptera ↑ ↓        |
| 97.                                                  | зображення                                           | Ковалик дібровний                                            | Lacon querceus (Herbst, 1784)                                                           | РД                                                   |                                                      | NT                                                   | Ковалики Elateridae                                  | Твердокрилі Coleoptera ↑ ↓        |
| 98.                                                  |                                                      | Світляк звичайний                                            | Lampyris noctiluca (Linnaeus, 1767)                                                     | РД                                                   |                                                      | -                                                    | Світляки Lampyridae                                  | Твердокрилі Coleoptera ↑ ↓        |
| 99.                                                  | зображення                                           | Каптурник мінливий                                           | Lichenophanes varius (Illiger, 1801)                                                    | РД                                                   |                                                      | NT                                                   | Каптурники Bostrichidae                              | Твердокрилі Coleoptera ↑ ↓        |
| 100.                                                 |                                                      | Дерместоїдес червоногрудий                                   | Dermestoides sanguinicollis (Fabricius, 1787)                                           | РД                                                   |                                                      | -                                                    | Строкатки Cleridae                                   | Твердокрилі Coleoptera ↑ ↓        |
| 101.                                                 | зображення                                           | Шкіроїд сажисто-чорний                                       | Dermestes (Montandonia) fuliginosus Rossi, 1792                                         | РД                                                   |                                                      | -                                                    | Шкіроїди Dermestidae                                 | Твердокрилі Coleoptera ↑ ↓        |
| 102.                                                 |                                                      | Плоскотілка червона                                          | Cucujus cinnaberinus (Scopoli, 1763) Cucujus cinnabarinus (Scopoli, 1763)               | РД                                                   | ВР                                                   | NT БЕ 2                                              | Плоскотілки Cucujidae                                | Твердокрилі Coleoptera ↑ ↓        |
| 103.                                                 |                                                      | Комбоцерус гладкий                                           | Combocerus glaber (Schaller, 1783)                                                      | РД                                                   |                                                      | -                                                    | Грибовики Erotylidae                                 | Твердокрилі Coleoptera ↑ ↓        |
| 104.                                                 | зображення                                           | Грибовик видовжений                                          | Triplax elongata Lacordaire, 1842                                                       | РД                                                   |                                                      | LC                                                   | Грибовики Erotylidae                                 | Твердокрилі Coleoptera ↑ ↓        |
| 105.                                                 | зображення                                           | Грибовик чорноголовий                                        | Triplax melanocephala (Lacordaire, 1804)                                                | РД                                                   |                                                      | LC                                                   | Грибовики Erotylidae                                 | Твердокрилі Coleoptera ↑ ↓        |
| 106.                                                 | зображення                                           | Пліснявоїд зубчастогрудий                                    | Dapsa denticollis (Germar et Kaulfuss, 1816)                                            | РД                                                   |                                                      | -                                                    | Пліснявоїди Endomychidae                             | Твердокрилі Coleoptera ↑ ↓        |
| 107.                                                 | зображення                                           | Сонечко облямоване                                           | Coccinula sinuatomarginata (Faldermann, 1837)                                           | РДМ                                                  |                                                      | -                                                    | Сонечка Coccinellidae                                | Твердокрилі Coleoptera ↑ ↓        |
| 108.                                                 |                                                      | Сонечко вісімнадцятикрапкове                                 | Myrrha octodecimguttata (Linnaeus, 1758)                                                | РД                                                   |                                                      | -                                                    | Сонечка Coccinellidae                                | Твердокрилі Coleoptera ↑ ↓        |
| 109.                                                 |                                                      | Сонечко двадцятиплямисте                                     | Sospita vigintiguttata (Linnaeus, 1758)                                                 | РД                                                   |                                                      | -                                                    | Сонечка Coccinellidae                                | Твердокрилі Coleoptera ↑ ↓        |
| 110.                                                 | зображення                                           | Грибоїд десятикрапковий                                      | Mycetophagus decempunctatus Fabricius, 1801                                             | РД                                                   |                                                      | LC                                                   | Грибоїди Mycetophagidae                              | Твердокрилі Coleoptera ↑ ↓        |
| 111.                                                 |                                                      | Грибоїд тополевий                                            | Mycetophagus (Philomyces) populi Fabricius, 1798                                        | РД                                                   |                                                      | LC                                                   | Грибоїди Mycetophagidae                              | Твердокрилі Coleoptera ↑ ↓        |
| 112.                                                 | зображення                                           | Тінелюб бородатий                                            | Melandrya barbata (Fabricius, 1787)                                                     | РД                                                   |                                                      | -                                                    | Тінелюби Melandryidae                                | Твердокрилі Coleoptera ↑ ↓        |
| 113.                                                 | зображення                                           | Тінелюб витончений                                           | Phryganophilus auritus Motschulsky, 1845                                                | РД                                                   |                                                      | -                                                    | Тінелюби Melandryidae                                | Твердокрилі Coleoptera ↑ ↓        |
| 114.                                                 |                                                      | Тінелюб чотириплямистий                                      | Dircaea quadriguttata (Paykull, 1798)                                                   | РД                                                   |                                                      | -                                                    | Тінелюби Melandryidae                                | Твердокрилі Coleoptera ↑ ↓        |
| 115.                                                 | зображення                                           | Тінелюб дубовий                                              | Hypulus quercinus (Quensel, 1790)                                                       | РД                                                   |                                                      | -                                                    | Тінелюби Melandryidae                                | Твердокрилі Coleoptera ↑ ↓        |
| 116.                                                 |                                                      | Метекус парадоксальний                                       | Metoecus paradoxus (Linnaeus, 1760)                                                     | РД                                                   |                                                      | -                                                    | Віяловусі Rhipiphoridae                              | Твердокрилі Coleoptera ↑ ↓        |
| 117.                                                 |                                                      | Псевдоцістела вусачева                                       | Pseudocistela ceramboides (Linnaeus, 1761)                                              | РД                                                   |                                                      | -                                                    | Чорнотілки Tenebrionidae                             | Твердокрилі Coleoptera ↑ ↓        |
| 118.                                                 |                                                      | Вусач-тесляр                                                 | Ergates faber (Linnaeus, 1761)                                                          | РД                                                   |                                                      | LC                                                   | Вусачі Cerambycidae                                  | Твердокрилі Coleoptera ↑ ↓        |
| 119.                                                 |                                                      | Акімерус Шеффера                                             | Akimerus schaefferi (Laicharting, 1784)                                                 | РД                                                   |                                                      | -                                                    | Вусачі Cerambycidae                                  | Твердокрилі Coleoptera ↑ ↓        |
| 120.                                                 |                                                      | Вусач-короткокрил великий (коротконадкрил великий)           | Necydalis major Linnaeus, 1758                                                          | РД                                                   |                                                      | -                                                    | Вусачі Cerambycidae                                  | Твердокрилі Coleoptera ↑ ↓        |
| 121.                                                 |                                                      | Вусач мускусний                                              | Aromia moschata (Linnaeus, 1758)                                                        | ВР                                                   | ВР                                                   | LC                                                   | Вусачі Cerambycidae                                  | Твердокрилі Coleoptera ↑ ↓        |
| 122.                                                 |                                                      | Вусач-червонокрил Келлера                                    | Purpuricenus kaehleri (Linnaeus, 1758)                                                  | ВР                                                   | ВР                                                   | LC                                                   | Вусачі Cerambycidae                                  | Твердокрилі Coleoptera ↑ ↓        |
| 123.                                                 |                                                      | Вусач альпійський                                            | Rosalia alpina (Linnaeus, 1758)                                                         | ВР                                                   | ВР                                                   | LC БЕ 2                                              | Вусачі Cerambycidae                                  | Твердокрилі Coleoptera ↑ ↓        |
| 124.                                                 |                                                      | Плосковусач бронзовий                                        | Callidium aeneum (De Geer, 1775)                                                        | РД                                                   |                                                      | LC                                                   | Вусачі Cerambycidae                                  | Твердокрилі Coleoptera ↑ ↓        |
| 125.                                                 | зображення                                           | Кліт тропічний                                               | Clytus tropicus (Panzer, 1795)                                                          | ВР                                                   |                                                      | LC                                                   | Вусачі Cerambycidae                                  | Твердокрилі Coleoptera ↑ ↓        |
| 126.                                                 |                                                      | Вусач-товстун вербовий                                       | Lamia textor (Linnaeus, 1758)                                                           | РД                                                   |                                                      | -                                                    | Вусачі Cerambycidae                                  | Твердокрилі Coleoptera ↑ ↓        |
| 127.                                                 |                                                      | Вусач-коренеїд елегантний                                    | Dorcadion elegans Kraatz, 1873                                                          | РД                                                   |                                                      | -                                                    | Вусачі Cerambycidae                                  | Твердокрилі Coleoptera ↑ ↓        |
| 128.                                                 |                                                      | Вусач-коренеїд хрестоносець                                  | Dorcadion equestre (Laxmann, 1770)                                                      | ВР                                                   | ВР                                                   | -                                                    | Вусачі Cerambycidae                                  | Твердокрилі Coleoptera ↑ ↓        |
| 129.                                                 |                                                      | Скрипун ільмовий                                             | Saperda punctata (Linnaeus, 1767)                                                       | ВР                                                   |                                                      | NT                                                   | Вусачі Cerambycidae                                  | Твердокрилі Coleoptera ↑ ↓        |
| 130.                                                 |                                                      | Агапантія Кірбі                                              | Agapanthia kirbyi (Gyllenhal, 1817)                                                     | РДМ                                                  |                                                      | -                                                    | Вусачі Cerambycidae                                  | Твердокрилі Coleoptera ↑ ↓        |
| 131.                                                 | зображення                                           | Апсіс білосмужковий                                          | Apsis albolineata (Fabricius, 1792)                                                     | РДМ                                                  |                                                      | -                                                    | Довгоносики Curculionidae                            | Твердокрилі Coleoptera ↑ ↓        |
| 132.                                                 | зображення                                           | Баріпейтес Лебедєва                                          | Barypeithes lebedevi Roubal, 1926                                                       | РД                                                   |                                                      | -                                                    | Довгоносики Curculionidae                            | Твердокрилі Coleoptera ↑ ↓        |
| 133.                                                 | зображення                                           | Довгоносик гострокрилий                                      | Eusomus (Euidosomus) acuminatus Boheman, 1840                                           | РДМ                                                  |                                                      | -                                                    | Довгоносики Curculionidae                            | Твердокрилі Coleoptera ↑ ↓        |
| 134.                                                 | зображення                                           | Скосар асфальтово-чорний                                     | Otiorhynchus asphaltinus Germar, 1824                                                   | РДМ                                                  |                                                      | -                                                    | Довгоносики Curculionidae                            | Твердокрилі Coleoptera ↑ ↓        |
| 135.                                                 | зображення                                           | Філобіус Якобсона                                            | Phyllobius jacobsoni Smirnov, 1913                                                      | РД                                                   |                                                      | -                                                    | Довгоносики Curculionidae                            | Твердокрилі Coleoptera ↑ ↓        |
| 136.                                                 | зображення                                           | Полідрузус прикрашений                                       | Polydrusus ornatus Gyllenhal, 1834                                                      | РДМ                                                  |                                                      | -                                                    | Довгоносики Curculionidae                            | Твердокрилі Coleoptera ↑ ↓        |
| 137.                                                 | зображення                                           | Птохус-порося                                                | Ptochus porcellus Boheman, 1834                                                         | РДМ                                                  |                                                      | -                                                    | Довгоносики Curculionidae                            | Твердокрилі Coleoptera ↑ ↓        |
| 138.                                                 | зображення                                           | Савроматес Арнольді                                          | Sauromates arnoldii Korotyaev, 1992                                                     | РД                                                   |                                                      | -                                                    | Довгоносики Curculionidae                            | Твердокрилі Coleoptera ↑ ↓        |
| 139.                                                 |                                                      | Клеон чотирисмугий                                           | Stephanocleonus tetragrammus (Pallas, 1781)                                             | РД                                                   |                                                      | -                                                    | Довгоносики Curculionidae                            | Твердокрилі Coleoptera ↑ ↓        |
| 140.                                                 |                                                      | Красик веселий                                               | Zygaena laeta (Hübner, 1790)                                                            | РД                                                   | ЗК                                                   | -                                                    | Красикові Zygaenidae                                 | Лускокрилі Lepidoptera ↑ ↓        |
| 141.                                                 |                                                      | Коконопряд осиковолистний                                    | Phyllodesma tremulifolia (Hübner, 1810)                                                 | РД                                                   |                                                      | -                                                    | Коконопряди Lasiocampidae                            | Лускокрилі Lepidoptera ↑ ↓        |
| 142.                                                 |                                                      | Ендроміс березовий (шовкопряд березовий)                     | Endromis versicolora (Linnaeus, 1758)                                                   | ВР                                                   | ВР                                                   | -                                                    | Шовкопряди березові Endromidae                       | Лускокрилі Lepidoptera ↑ ↓        |
| 143.                                                 |                                                      | Сатурнія руда                                                | Aglia tau (Linnaeus, 1758)                                                              | ВР                                                   | ВР                                                   | -                                                    | Сатурнії Saturniidae                                 | Лускокрилі Lepidoptera ↑ ↓        |
| 144.                                                 |                                                      | Сатурнія велика (павиноочка грушева)                         | Saturnia pyri (Denis et Schiffermüller, 1775)                                           | ВРМ                                                  | ВР                                                   | ЄС E                                                 | Сатурнії Saturniidae                                 | Лускокрилі Lepidoptera ↑ ↓        |
| 145.                                                 |                                                      | Сатурнія середня (сатурнія тернова)                          | Saturnia (Eudia) spini (Denis et Schiffermüller, 1775)                                  | ЗК                                                   | ЗК                                                   | -                                                    | Сатурнії Saturniidae                                 | Лускокрилі Lepidoptera ↑ ↓        |
| 146.                                                 |                                                      | Шовкопряд салатний                                           | Lemonia dumi (Linnaeus, 1761)                                                           | ВР                                                   |                                                      | -                                                    | Жовті шовкопряди Lemoniidae                          | Лускокрилі Lepidoptera ↑ ↓        |
| 147.                                                 |                                                      | Шовкопряд кульбабовий                                        | Lemonia taraxaci (Denis et Schiffermüller, 1775)                                        | ВР                                                   | ВР                                                   | -                                                    | Жовті шовкопряди Lemoniidae                          | Лускокрилі Lepidoptera ↑ ↓        |
| 148.                                                 |                                                      | Бражник дубовий                                              | Marumba quercus (Denis et Schiffermüller, 1775)                                         | РДМ                                                  | РД                                                   | -                                                    | Бражникові Sphingidae                                | Лускокрилі Lepidoptera ↑ ↓        |
| 149.                                                 |                                                      | Бражник скабіозовий                                          | Hemaris tityus (Linnaeus, 1758)                                                         | РД                                                   | РД                                                   | -                                                    | Бражникові Sphingidae                                | Лускокрилі Lepidoptera ↑ ↓        |
| 150.                                                 |                                                      | Бражник прозерпіна                                           | Proserpinus proserpina (Pallas, 1772)                                                   | РД                                                   | РД                                                   | DD ЄС V БЕ 2                                         | Бражникові Sphingidae                                | Лускокрилі Lepidoptera ↑ ↓        |
| 151.                                                 |                                                      | Головчак Прото                                               | Muschampia proto (Ochsenheimer, 1808)                                                   | ВР                                                   |                                                      | LC                                                   | Головчаки Hesperiidae                                | Лускокрилі Lepidoptera ↑ ↓        |
| 152.                                                 |                                                      | Головчак Морфей (товстоголовка Морфей)                       | Heteropterus morpheus (Pallas, 1771)                                                    | РД                                                   |                                                      | LC                                                   | Головчаки Hesperiidae                                | Лускокрилі Lepidoptera ↑ ↓        |
| 153.                                                 |                                                      | Головчак кома                                                | Hesperia comma (Linnaeus, 1758)                                                         | РД                                                   |                                                      | LC                                                   | Головчаки Hesperiidae                                | Лускокрилі Lepidoptera ↑ ↓        |
| 154.                                                 |                                                      | Поліксена                                                    | Zerynthia polyxena (Denis et Schiffermüller, 1775)                                      | ВБ                                                   | ВР                                                   | LC БЕ 2                                              | Косатцеві Papilionidae                               | Лускокрилі Lepidoptera ↑ ↓        |
| 155.                                                 |                                                      | Мнемозина                                                    | Parnassius mnemosyne (Linnaeus, 1758)                                                   | РД                                                   | ВР                                                   | NT БЕ 2                                              | Косатцеві Papilionidae                               | Лускокрилі Lepidoptera ↑ ↓        |
| 156.                                                 |                                                      | Подалірій                                                    | Iphiclides podalirius (Linnaeus, 1758)                                                  | ВБ                                                   | ВР                                                   | LC                                                   | Косатцеві Papilionidae                               | Лускокрилі Lepidoptera ↑ ↓        |
| 157.                                                 |                                                      | Махаон                                                       | Papilio machaon Linnaeus, 1758                                                          | ВБ                                                   | ВР                                                   | LC                                                   | Косатцеві Papilionidae                               | Лускокрилі Lepidoptera ↑ ↓        |
| 158.                                                 |                                                      | Жовтюх мирмідона (жовтюх-шапранець)                          | Colias myrmidone (Esper, 1781)                                                          | ЗК                                                   |                                                      | EN                                                   | Біланові Pieridae                                    | Лускокрилі Lepidoptera ↑ ↓        |
| 159.                                                 |                                                      | Жовтюх хризотема                                             | Colias chrysotheme (Esper, 1781)                                                        | ВР                                                   |                                                      | VU                                                   | Біланові Pieridae                                    | Лускокрилі Lepidoptera ↑ ↓        |
| 160.                                                 | зображення                                           | Синявець римнус (хвостюшок Еверсмана)                        | Neolycaena rhymnus (Eversmann, 1832)                                                    | РД                                                   | НО                                                   | LC                                                   | Синявцеві Lycaenidae                                 | Лускокрилі Lepidoptera ↑ ↓        |
| 161.                                                 |                                                      | Синявець Вікрама                                             | Pseudophilotes vicrama (Moore, 1865)                                                    | ВР                                                   |                                                      | NT                                                   | Синявцеві Lycaenidae                                 | Лускокрилі Lepidoptera ↑ ↓        |
| 162.                                                 |                                                      | Синявець Телей                                               | Maculinea teleius (Bergsträsser, 1779) Phengaris teleius (Bergsträsser, 1779)           | ВР                                                   |                                                      | VU БЕ 2                                              | Синявцеві Lycaenidae                                 | Лускокрилі Lepidoptera ↑ ↓        |
| 163.                                                 |                                                      | Синявець піренейський                                        | Plebeius (Agriades) pyrenaica (Boisduval, 1840)                                         | ВР                                                   | ВР                                                   | LC                                                   | Синявцеві Lycaenidae                                 | Лускокрилі Lepidoptera ↑ ↓        |
| 164.                                                 | \| \| \|                                             | Синявець Буадюваля (синявець ероїдес, синявець балканський)  | Polyommatus boisduvalii (Herrich-Schäffer, 1844) Polyommatus eros (Ochsenheimer, 1808)  | ЗК                                                   | ЗК                                                   | NT                                                   | Синявцеві Lycaenidae                                 | Лускокрилі Lepidoptera ↑ ↓        |
| 165.                                                 |                                                      | Люцина                                                       | Hamearis lucina (Linnaeus, 1758)                                                        | ВБ                                                   | ВР                                                   | LC                                                   | Ріодініди Riodinidae                                 | Лускокрилі Lepidoptera ↑ ↓        |
| 166.                                                 |                                                      | Сонцевик фау-біле                                            | Nymphalis vaualbum (Denis et Schiffermüller, 1775)                                      | НВ                                                   | НО                                                   | LC                                                   | Сонцевики Nymphalidae                                | Лускокрилі Lepidoptera ↑ ↓        |
| 167.                                                 |                                                      | Перлівець Іно                                                | Brenthis ino (Rottemburg, 1775)                                                         | РД                                                   |                                                      | LC                                                   | Сонцевики Nymphalidae                                | Лускокрилі Lepidoptera ↑ ↓        |
| 168.                                                 |                                                      | Рябець великий                                               | Euphydryas maturna (Linnaeus, 1758)                                                     | ВР                                                   |                                                      | VU БЕ 2                                              | Сонцевики Nymphalidae                                | Лускокрилі Lepidoptera ↑ ↓        |
| 169.                                                 |                                                      | Пасмовець тополевий (стрічкарка тополева)                    | Limenitis populi (Linnaeus, 1758)                                                       | ВР                                                   | ВР                                                   | LC                                                   | Сонцевики Nymphalidae                                | Лускокрилі Lepidoptera ↑ ↓        |
| 170.                                                 |                                                      | Прочанок болотяний                                           | Coenonympha tullia (O. F. Müller, 1764)                                                 | ВР                                                   |                                                      | VU                                                   | Сатири Satyridae                                     | Лускокрилі Lepidoptera ↑ ↓        |
| 171.                                                 |                                                      | Сатир залізний                                               | Hipparchia statilinus (Hufnagel, 1766)                                                  | РД                                                   | РД                                                   | NT                                                   | Сатири Satyridae                                     | Лускокрилі Lepidoptera ↑ ↓        |
| 172.                                                 |                                                      | Стрічкарка орденська малинова                                | Catocala sponsa (Linnaeus, 1767)                                                        | ВР                                                   | РД                                                   | -                                                    | Совки Noctuidae                                      | Лускокрилі Lepidoptera ↑ ↓        |
| 173.                                                 |                                                      | Стрічкарка блакитна                                          | Catocala fraxini (Linnaeus, 1758)                                                       | ВР                                                   | ВР                                                   | -                                                    | Совки Noctuidae                                      | Лускокрилі Lepidoptera ↑ ↓        |
| 174.                                                 |                                                      | Стрічкарка вербова                                           | Catocala electa (Vieweg, 1790)                                                          | ВР                                                   |                                                      | -                                                    | Совки Noctuidae                                      | Лускокрилі Lepidoptera ↑ ↓        |
| 175.                                                 |                                                      | Стрічкарка рожева                                            | Catocala pacta (Linnaeus, 1758)                                                         | НВ                                                   |                                                      | -                                                    | Совки Noctuidae                                      | Лускокрилі Lepidoptera ↑ ↓        |
| 176.                                                 |                                                      | Катефія білострічкова                                        | Catephia alchymista (Denis et Schiffermüller, 1775)                                     | РД                                                   |                                                      | -                                                    | Совки Noctuidae                                      | Лускокрилі Lepidoptera ↑ ↓        |
| 177.                                                 | зображення                                           | Аритрура мишаста (совка мишоподібна)                         | Arytrura musculus (Ménétriés, 1859)                                                     | РД                                                   |                                                      | -                                                    | Совки Noctuidae                                      | Лускокрилі Lepidoptera ↑ ↓        |
| 178.                                                 |                                                      | Совка чубаткова (калиптра чубаткова)                         | Calyptra thalictri (Borkhausen, 1790)                                                   | РД                                                   |                                                      | -                                                    | Совки Noctuidae                                      | Лускокрилі Lepidoptera ↑ ↓        |
| 179.                                                 |                                                      | Каптурниця срібляста                                         | Cucullia argentina (Fabricius, 1787)                                                    | РД                                                   | РД                                                   | -                                                    | Совки Noctuidae                                      | Лускокрилі Lepidoptera ↑ ↓        |
| 180.                                                 | зображення                                           | Каптурниця пишна                                             | Cucullia magnifica Freyer, 1839                                                         | НВ                                                   | РД                                                   | -                                                    | Совки Noctuidae                                      | Лускокрилі Lepidoptera ↑ ↓        |
| 181.                                                 |                                                      | Каптурниця блискуча                                          | Cucullia splendida (Stoll, 1782)                                                        | НВ                                                   | РД                                                   | -                                                    | Совки Noctuidae                                      | Лускокрилі Lepidoptera ↑ ↓        |
| 182.                                                 |                                                      | Каптурниця срібна                                            | Cucullia argentea (Hufnagel, 1766)                                                      | НВ                                                   | РД                                                   | -                                                    | Совки Noctuidae                                      | Лускокрилі Lepidoptera ↑ ↓        |
| 183.                                                 |                                                      | Совка сокиркова                                              | Periphanes delphinii (Linnaeus, 1758)                                                   | РД                                                   | ВР                                                   | -                                                    | Совки Noctuidae                                      | Лускокрилі Lepidoptera ↑ ↓        |
| 184.                                                 |                                                      | Совка розкішна                                               | Staurophora celsia (Linnaeus, 1758)                                                     | РД                                                   | РД                                                   | -                                                    | Совки Noctuidae                                      | Лускокрилі Lepidoptera ↑ ↓        |
| 185.                                                 | зображення                                           | Совка каппа                                                  | Hecatera cappa (Hübner, 1809)                                                           | РД                                                   |                                                      | -                                                    | Совки Noctuidae                                      | Лускокрилі Lepidoptera ↑ ↓        |
| 186.                                                 |                                                      | Китицехвіст степовий (щіткохвіст сумнівний)                  | Teia dubia (Tauscher, 1806) Orgyia dubia (Tauscher, 1806)                               | НВ                                                   |                                                      | -                                                    | Хвилинки Lymantriidae                                | Лускокрилі Lepidoptera ↑ ↓        |
| 187.                                                 |                                                      | Ведмедиця плямиста                                           | Chelis maculosa (Gerning, 1780)                                                         | РД                                                   |                                                      | -                                                    | Ведмедиці Arctiidae                                  | Лускокрилі Lepidoptera ↑ ↓        |
| 188.                                                 |                                                      | Ведмедиця чорна (ведмедиця цезарська)                        | Phragmatobia luctifera (Denis et Schiffermüller, 1775) Epatolmis caesarea (Goeze, 1781) | РД                                                   |                                                      | -                                                    | Ведмедиці Arctiidae                                  | Лускокрилі Lepidoptera ↑ ↓        |
| 189.                                                 |                                                      | Ведмедиця-господиня                                          | Callimorpha dominula (Linnaeus, 1758)                                                   | ВР                                                   | ВР                                                   | -                                                    | Ведмедиці Arctiidae                                  | Лускокрилі Lepidoptera ↑ ↓        |
| 190.                                                 |                                                      | Велетенський мурашиний лев західний                          | Acanthaclisis occitanica (Villers, 1789)                                                | ЗК                                                   | ЗК                                                   | ЄС K                                                 | Мурашині леви Myrmeleontidae                         | Сітчастокрилі Neuroptera          |
| 191.                                                 | зображення                                           | Абія блискуча                                                | Abia nitens (Linnaeus, 1758)                                                            | РД                                                   | РД                                                   | -                                                    | Пильщики-цимбіциди Cimbicidae                        | Перетинчастокрилі Hymenoptera ↑ ↓ |
| 192.                                                 |                                                      | Сколія-гігант                                                | Megascolia maculata (Drury, 1773)                                                       | ВР                                                   | НО                                                   | -                                                    | Сколієві оси Scoliidae                               | Перетинчастокрилі Hymenoptera ↑ ↓ |
| 193.                                                 | зображення                                           | Парнопес великий                                             | Parnopes grandior (Pallas, 1771)                                                        | РД                                                   |                                                      | -                                                    | Хрізідіди Chrysididae                                | Перетинчастокрилі Hymenoptera ↑ ↓ |
| 194.                                                 |                                                      | Гедіхрум шляхетний (оса-блищанка благородна)                 | Hedychrum nobile (Scopoli, 1763)                                                        | РД                                                   |                                                      | -                                                    | Хрізідіди Chrysididae                                | Перетинчастокрилі Hymenoptera ↑ ↓ |
| 195.                                                 | зображення                                           | Дисцелія Дюфура                                              | Discoelius dufourii Lepeletier, 1841                                                    | РД                                                   |                                                      | -                                                    | Складчастокрилі оси Vespidae                         | Перетинчастокрилі Hymenoptera ↑ ↓ |
| 196.                                                 | зображення                                           | Дисцелія зональна                                            | Discoelius zonalis (Panzer, 1801)                                                       | РД                                                   | РД                                                   | -                                                    | Складчастокрилі оси Vespidae                         | Перетинчастокрилі Hymenoptera ↑ ↓ |
| 197.                                                 | зображення                                           | Евмен трикрапковий                                           | Eumenes tripunctatus (Christ, 1791)                                                     | ВР                                                   | ВР                                                   | -                                                    | Складчастокрилі оси Vespidae                         | Перетинчастокрилі Hymenoptera ↑ ↓ |
| 198.                                                 | зображення                                           | Аноплій самарський                                           | Anoplius samariensis (Pallas, 1771)                                                     | РД                                                   | РД                                                   | -                                                    | Дорожні оси Pompilidae                               | Перетинчастокрилі Hymenoptera ↑ ↓ |
| 199.                                                 | зображення                                           | Бембікс середземноморський                                   | Bembix olivacea Fabricius, 1787                                                         | РД                                                   |                                                      | -                                                    | Риючі оси-краброніди Crabronidae                     | Перетинчастокрилі Hymenoptera ↑ ↓ |
| 200.                                                 | зображення                                           | Церцеріс горбкувата                                          | Cerceris tuberculata (Villers, 1787)                                                    | РД                                                   | РД                                                   | -                                                    | Риючі оси-краброніди Crabronidae                     | Перетинчастокрилі Hymenoptera ↑ ↓ |
| 201.                                                 |                                                      | Лярра анафемська                                             | Larra anathema (Rossi, 1790)                                                            | НВ                                                   | НО                                                   | -                                                    | Риючі оси-краброніди Crabronidae                     | Перетинчастокрилі Hymenoptera ↑ ↓ |
| 202.                                                 | зображення                                           | Стизоїд тризубий                                             | Stizoides tridentatus (Fabricius, 1775)                                                 | РД                                                   | РД                                                   | -                                                    | Риючі оси-краброніди Crabronidae                     | Перетинчастокрилі Hymenoptera ↑ ↓ |
| 203.                                                 |                                                      | Сфекс рудуватий                                              | Sphex funerarius Gussakovskij, 1934                                                     | НВ                                                   | НО                                                   | -                                                    | Риючі оси-сфециди Sphecidae                          | Перетинчастокрилі Hymenoptera ↑ ↓ |
| 204.                                                 |                                                      | Мелітурга булавовуса                                         | Melitturga clavicornis (Latreille, 1806)                                                | ВР                                                   | ВР                                                   | NT                                                   | Андреніди Andrenidae                                 | Перетинчастокрилі Hymenoptera ↑ ↓ |
| 205.                                                 | зображення                                           | Андрена золотонога                                           | Andrena chrysopus Perez, 1903                                                           | РД                                                   | РД                                                   | DD                                                   | Андреніди Andrenidae                                 | Перетинчастокрилі Hymenoptera ↑ ↓ |
| 206.                                                 | зображення                                           | Андрена носата                                               | Andrena nasuta Giraud, 1863                                                             | РД                                                   |                                                      | DD                                                   | Андреніди Andrenidae                                 | Перетинчастокрилі Hymenoptera ↑ ↓ |
| 207.                                                 | зображення                                           | Андрена рокитникова                                          | Andrena aberrans Eversmann, 1852                                                        | РД                                                   |                                                      | NT                                                   | Андреніди Andrenidae                                 | Перетинчастокрилі Hymenoptera ↑ ↓ |
| 208.                                                 | зображення                                           | Псевдоапіс стегновий (бджола-номія стегнова)                 | Pseudapis femoralis (Pallas, 1773)                                                      | РД                                                   |                                                      | DD                                                   | Галіктіди Halictidae                                 | Перетинчастокрилі Hymenoptera ↑ ↓ |
| 209.                                                 | зображення                                           | Мелітта Ванковича                                            | Melitta wankowiczi (Radoszkowski, 1891)                                                 | ЗК                                                   | ЗК                                                   | EN                                                   | Меліттиди Melittidae                                 | Перетинчастокрилі Hymenoptera ↑ ↓ |
| 210.                                                 | зображення                                           | Дазипода шипоносна (мохнонога бджола шипоносна)              | Dasypoda spinigera Kohl, 1905                                                           | РД                                                   | РД                                                   | EN                                                   | Меліттиди Melittidae                                 | Перетинчастокрилі Hymenoptera ↑ ↓ |
| 211.                                                 | зображення                                           | Дазипода шаровидна (мохнонога бджола шаровидна)              | Dasypoda braccata Eversmann, 1852                                                       | РД                                                   |                                                      | EN                                                   | Меліттиди Melittidae                                 | Перетинчастокрилі Hymenoptera ↑ ↓ |
| 212.                                                 |                                                      | Макропис Фрівальдського                                      | Macropis frivaldszkyi Mocsary, 1878                                                     | РД                                                   |                                                      | NT                                                   | Меліттиди Melittidae                                 | Перетинчастокрилі Hymenoptera ↑ ↓ |
| 213.                                                 | зображення                                           | Гоплітіс рудий                                               | Hoplitis fulva (Eversmann, 1852)                                                        | РД                                                   | РД                                                   | LC                                                   | Мегахиліди Megachilidae                              | Перетинчастокрилі Hymenoptera ↑ ↓ |
| 214.                                                 | зображення                                           | Стеліс кільчастий                                            | Stelis annulata (Lepeletier, 1841)                                                      | РД                                                   | РД                                                   | DD                                                   | Мегахиліди Megachilidae                              | Перетинчастокрилі Hymenoptera ↑ ↓ |
| 215.                                                 |                                                      | Літург жовтохвостий                                          | Lithurgus chrysurus Fonscolombe, 1834                                                   | РД                                                   |                                                      | LC                                                   | Мегахиліди Megachilidae                              | Перетинчастокрилі Hymenoptera ↑ ↓ |
| 216.                                                 | зображення                                           | Антідія сьомишипа                                            | Anthidium septemspinosum Lepeletier, 1841                                               | ЗК                                                   |                                                      | DD                                                   | Мегахиліди Megachilidae                              | Перетинчастокрилі Hymenoptera ↑ ↓ |
| 217.                                                 |                                                      | Осмія двокольорова                                           | Osmia bicolor (Schrank, 1781)                                                           | РД                                                   |                                                      | LC                                                   | Мегахиліди Megachilidae                              | Перетинчастокрилі Hymenoptera ↑ ↓ |
| 218.                                                 | зображення                                           | Мегахіла восьмипозначкова (бджола-листоріз восьмипозначкова) | Megachile octosignata Nylander, 1852                                                    | РД                                                   |                                                      | DD                                                   | Мегахиліди Megachilidae                              | Перетинчастокрилі Hymenoptera ↑ ↓ |
| 219.                                                 | зображення                                           | Колет носатий                                                | Colletes nasutus F. Smith, 1853                                                         | РД                                                   |                                                      | EN                                                   | Колетиди Colletidae                                  | Перетинчастокрилі Hymenoptera ↑ ↓ |
| 220.                                                 |                                                      | Антофора рудувата                                            | Anthophora fulvipes Eversmann, 1846                                                     | РД                                                   |                                                      | DD                                                   | Справжні бджоли Apidae                               | Перетинчастокрилі Hymenoptera ↑ ↓ |
| 221.                                                 |                                                      | Епеолоїдес цекутієнс                                         | Epeoloides coecutiens (Fabricius, 1775)                                                 | РД                                                   |                                                      | LC                                                   | Справжні бджоли Apidae                               | Перетинчастокрилі Hymenoptera ↑ ↓ |
| 222.                                                 | зображення                                           | Амобатоїдес черевний                                         | Ammobatoides abdominalis (Eversmann, 1852)                                              | РД                                                   |                                                      | EN                                                   | Справжні бджоли Apidae                               | Перетинчастокрилі Hymenoptera ↑ ↓ |
| 223.                                                 |                                                      | Амобатес вірменський                                         | Ammobates armeniacus Morawitz, 1876                                                     | РД                                                   |                                                      | NT                                                   | Справжні бджоли Apidae                               | Перетинчастокрилі Hymenoptera ↑ ↓ |
| 224.                                                 |                                                      | Ксилокопа звичайна (бджола-тесляр звичайна)                  | Xylocopa valga Gerstäcker, 1872                                                         | РД                                                   | РД                                                   | LC                                                   | Справжні бджоли Apidae                               | Перетинчастокрилі Hymenoptera ↑ ↓ |
| 225.                                                 |                                                      | Ксилокопа фіолетова (бджола-тесляр фіолетова)                | Xylocopa violacea (Linnaeus, 1758)                                                      | РД                                                   | РД                                                   | LC                                                   | Справжні бджоли Apidae                               | Перетинчастокрилі Hymenoptera ↑ ↓ |
| 226.                                                 |                                                      | Джміль моховий                                               | Bombus muscorum (Linnaeus, 1758)                                                        | РД                                                   | РД                                                   | VU                                                   | Справжні бджоли Apidae                               | Перетинчастокрилі Hymenoptera ↑ ↓ |
| 227.                                                 | зображення                                           | Джміль пахучий                                               | Bombus fragrans (Pallas, 1771)                                                          | ЗК                                                   | ЗК                                                   | EN                                                   | Справжні бджоли Apidae                               | Перетинчастокрилі Hymenoptera ↑ ↓ |
| 228.                                                 |                                                      | Джміль глинистий                                             | Bombus argillaceus (Scopoli, 1763)                                                      | ВР                                                   | ВР                                                   | LC                                                   | Справжні бджоли Apidae                               | Перетинчастокрилі Hymenoptera ↑ ↓ |
| 229.                                                 | зображення                                           | Джміль вірменський                                           | Bombus armeniacus Radoszkowski, 1877                                                    | ЗК                                                   | ЗК                                                   | EN                                                   | Справжні бджоли Apidae                               | Перетинчастокрилі Hymenoptera ↑ ↓ |
| 230.                                                 | зображення                                           | Джміль яскравий                                              | Bombus pomorum (Panzer, 1805)                                                           | ВР                                                   | ВР                                                   | VU                                                   | Справжні бджоли Apidae                               | Перетинчастокрилі Hymenoptera ↑ ↓ |
| 231.                                                 | зображення                                           | Джміль лезус                                                 | Bombus laesus Morawitz, 1875                                                            | ВР                                                   | ВР                                                   | NT                                                   | Справжні бджоли Apidae                               | Перетинчастокрилі Hymenoptera ↑ ↓ |
| 232.                                                 |                                                      | Джміль червонуватий                                          | Bombus ruderatus (Fabricius, 1775)                                                      | РД                                                   | РД                                                   | LC                                                   | Справжні бджоли Apidae                               | Перетинчастокрилі Hymenoptera ↑ ↓ |
| 233.                                                 | зображення                                           | Джміль оперезаний                                            | Bombus zonatus F. Smith, 1854                                                           | РД                                                   | РД                                                   | EN                                                   | Справжні бджоли Apidae                               | Перетинчастокрилі Hymenoptera ↑ ↓ |
| 234.                                                 | зображення                                           | Джміль Каллума пластинчастозубий                             | Bombus cullumanus serrisquama Morawitz, 1888                                            | ЗР                                                   |                                                      | CR                                                   | Справжні бджоли Apidae                               | Перетинчастокрилі Hymenoptera ↑ ↓ |
| 235.                                                 |                                                      | Джміль-ветеран                                               | Bombus veteranus (Fabricius, 1793)                                                      | РД                                                   |                                                      | LC                                                   | Справжні бджоли Apidae                               | Перетинчастокрилі Hymenoptera ↑ ↓ |
| 236.                                                 |                                                      | Клітелярія чепрачна (львинка-потаміда)                       | Clitellaria ephippium (Fabricius, 1775)                                                 | РД                                                   |                                                      | -                                                    | Львинки Stratiomyidae                                | Двокрилі Diptera ↑                |
| 237.                                                 |                                                      | Ктир шершенеподібний                                         | Asilus crabroniformis (Linnaeus, 1758)                                                  | РД                                                   | РД                                                   | -                                                    | Ктирі Asilidae                                       | Двокрилі Diptera ↑                |
| 238.                                                 |                                                      | Каліпробола прегарна (дзюрчалка-каліпробола чудова)          | Caliprobola speciosa (Rossi, 1790)                                                      | ВР                                                   |                                                      | -                                                    | Дзюрчалки Syrphidae                                  | Двокрилі Diptera ↑                |
| 239.                                                 | зображення                                           | Пелекоцера широколоба                                        | Pelecocera latifrons Loew, 1856                                                         | РД                                                   | РД                                                   | -                                                    | Дзюрчалки Syrphidae                                  | Двокрилі Diptera ↑                |
| 240.                                                 |                                                      | Зубарик чорнолапий                                           | Merodon nigritarsis Rondani, 1845                                                       | ВР                                                   | РД                                                   | -                                                    | Дзюрчалки Syrphidae                                  | Двокрилі Diptera ↑                |
| 241.                                                 | зображення                                           | Зубарик карликовий                                           | Merodon nanus Sack, 1931                                                                | РД                                                   |                                                      | -                                                    | Дзюрчалки Syrphidae                                  | Двокрилі Diptera ↑                |
|                                                      |                                                      |                                                              |                                                                                         |                                                      |                                                      |                                                      |                                                      |                                   |

### Непарноніздрьові, променепері риби
| Тип: Хордові Chordata | Тип: Хордові Chordata | Тип: Хордові Chordata             | Тип: Хордові Chordata                                    | Тип: Хордові Chordata | Тип: Хордові Chordata | Тип: Хордові Chordata | Тип: Хордові Chordata | Тип: Хордові Chordata      | Тип: Хордові Chordata              | ↑                                       |
| № з/п                 | Вид                   | Вид                               | Вид                                                      | Охоронні категорії    | Охоронні категорії    | Охоронні категорії    | Охоронні категорії    | Родина                     | Ряд                                | Клас                                    |
| № з/п                 | зображення            | українська назва                  | біноміальна назва                                        | ЧКХО                  | ЧКУ                   | МСОП / ЄС             | БЕ / БО / ВА          | Родина                     | Ряд                                | Клас                                    |
| --------------------- | --------------------- | --------------------------------- | -------------------------------------------------------- | --------------------- | --------------------- | --------------------- | --------------------- | -------------------------- | ---------------------------------- | --------------------------------------- |
| 242.                  |                       | Мінога українська                 | Eudontomyzon mariae (Berg, 1931)                         | РД                    | ЗК                    | LC                    | БЕ 3                  | Міногові Petro- myzontidae | Міногоподібні Petro- myzontiformes | Непарно- ніздрьові Cephala- spidomorphi |
| 243.                  |                       | Стерлядь                          | Acipenser ruthenus Linnaeus, 1758                        | ЗН                    | ЗК                    | VU                    | БЕ 3 БО 2 ВА 2        | Осетрові Acipen- seridae   | Осетроподібні Acipen- seriformes   | Променепері риби Actinopterygii ↓       |
| 244.                  |                       | Карась звичайний                  | Carassius carassius (Linnaeus, 1758)                     | РД                    | ВР                    | LC                    |                       | Коропові Cyprinidae        | Коропоподібні Cypriniformes        | Променепері риби Actinopterygii ↓       |
| 245.                  |                       | Синець звичайний                  | Ballerus ballerus (Linnaeus, 1758)                       | ЗК                    |                       | LC                    | БЕ 3                  | Коропові Cyprinidae        | Коропоподібні Cypriniformes        | Променепері риби Actinopterygii ↓       |
| 246.                  |                       | Клепець європейський              | Ballerus sapa (Pallas, 1814)                             | ВР                    |                       | LC                    | БЕ 3                  | Коропові Cyprinidae        | Коропоподібні Cypriniformes        | Променепері риби Actinopterygii ↓       |
| 247.                  |                       | Бистрянка російська               | Alburnoides rossicus Berg, 1924                          | ЗН                    | ЗК                    | LC                    |                       | Коропові Cyprinidae        | Коропоподібні Cypriniformes        | Променепері риби Actinopterygii ↑ ↓     |
| 248.                  | зображення            | Підуст волзький                   | Chondrostoma variabile Yakovlev, 1870                    | ВРМ                   | ВР                    | LC                    |                       | Коропові Cyprinidae        | Коропоподібні Cypriniformes        | Променепері риби Actinopterygii ↑ ↓     |
| 249.                  |                       | В'язь                             | Leuciscus idus (Linnaeus, 1758)                          | РД                    |                       | LC                    |                       | Коропові Cyprinidae        | Коропоподібні Cypriniformes        | Променепері риби Actinopterygii ↑ ↓     |
| 250.                  | зображення            | Ялець Данилевського               | Leuciscus danilewskii (Kessler, 1877)                    | ВР                    | ЗК                    | LC                    |                       | Коропові Cyprinidae        | Коропоподібні Cypriniformes        | Променепері риби Actinopterygii ↑ ↓     |
| 251.                  |                       | Вирезуб причорноморський          | Rutilus frisii (Nordmann, 1840)                          | ЗН                    | ЗК                    | LC                    | БЕ 3                  | Коропові Cyprinidae        | Коропоподібні Cypriniformes        | Променепері риби Actinopterygii ↑ ↓     |
| 252.                  |                       | Рибець звичайний                  | Vimba vimba (Linnaeus, 1758)                             | ЗК                    |                       | LC                    | БЕ 3                  | Коропові Cyprinidae        | Коропоподібні Cypriniformes        | Променепері риби Actinopterygii ↑ ↓     |
| 253.                  |                       | Гольян озерний (мересниця озерна) | Rhynchocypris percnurus (Pallas, 1814)                   | ЗК                    | ЗК                    | LC NA ЄС              |                       | Коропові Cyprinidae        | Коропоподібні Cypriniformes        | Променепері риби Actinopterygii ↑ ↓     |
| 254.                  |                       | Щипавка Гладкова                  | Cobitis melanoleuca gladkovi Vasil’ev et Vasil’eva, 2008 | ВБМ                   | ВР                    | LC                    |                       | В'юнові Cobitidae          | Коропоподібні Cypriniformes        | Променепері риби Actinopterygii ↑ ↓     |
| 255.                  | зображення            | Золотиста щипавка північна        | Sabanejewia baltica Witkowski, 1994                      | ВР                    |                       | LC                    |                       | В'юнові Cobitidae          | Коропоподібні Cypriniformes        | Променепері риби Actinopterygii ↑ ↓     |
| 256.                  |                       | Вусатий слиж європейський         | Barbatula barbatula (Linnaeus, 1758)                     | РД                    |                       | LC                    |                       | Баліторові Balitoridae     | Коропоподібні Cypriniformes        | Променепері риби Actinopterygii ↑ ↓     |
| 257.                  |                       | Минь річковий                     | Lota lota (Linnaeus, 1758)                               | ВБ                    | ВР                    | LC                    |                       | Миневі Lotidae             | Тріскоподібні Gadiformes           | Променепері риби Actinopterygii ↑       |
| 258.                  | зображення            | Йорж носар                        | Gymnocephalus acerina (Gueldenstaedt, 1774)              | ЗК                    | ЗК                    | LC                    |                       | Окуневі Percidae           | Окунеподібні Perciformes           | Променепері риби Actinopterygii ↑       |
| 259.                  |                       | Судак волзький                    | Sander volgensis (Gmelin, 1789)                          | ЗН                    | ЗК                    | LC                    | БЕ 3                  | Окуневі Percidae           | Окунеподібні Perciformes           | Променепері риби Actinopterygii ↑       |
| 260.                  |                       | Бичок-пуголовок донський          | Benthophilus durrelli Boldyrev et Bogutskaya, 2004       | ЗН                    |                       | LC                    |                       | Бичкові Gobiidae           | Окунеподібні Perciformes           | Променепері риби Actinopterygii ↑       |

### Земноводні, рептилії
| Тип: Хордові Chordata | Тип: Хордові Chordata | Тип: Хордові Chordata                                   | Тип: Хордові Chordata                                           | Тип: Хордові Chordata | Тип: Хордові Chordata | Тип: Хордові Chordata | Тип: Хордові Chordata | Тип: Хордові Chordata         | Тип: Хордові Chordata | ↑                     |
| № з/п                 | Вид                   | Вид                                                     | Вид                                                             | Охоронні категорії    | Охоронні категорії    | Охоронні категорії    | Охоронні категорії    | Родина                        | Ряд                   | Клас                  |
| № з/п                 | зображення            | українська назва                                        | біноміальна назва                                               | ЧКХО                  | ЧКУ                   | МСОП / ЄС             | БЕ                    | Родина                        | Ряд                   | Клас                  |
| --------------------- | --------------------- | ------------------------------------------------------- | --------------------------------------------------------------- | --------------------- | --------------------- | --------------------- | --------------------- | ----------------------------- | --------------------- | --------------------- |
| 261.                  |                       | Тритон гребінчастий                                     | Triturus cristatus (Laurenti, 1768)                             | РСН                   |                       | LC                    | 2                     | Саламандрові Salamandridae    | Хвостаті Caudata      | Земноводні Amphibia ↓ |
| 262.                  |                       | Квакша східна (рахкавка, райка деревна, райка звичайна) | Hyla orientalis Bedriaga, 1890 Hyla arborea (Linnaeus, 1758)    | РДМ                   |                       | LC                    | 2                     | Райкові Hylidae               | Безхвості Anura       | Земноводні Amphibia ↓ |
| 263.                  |                       | Ропуха звичайна (ропуха сіра)                           | Bufo bufo (Linnaeus, 1758)                                      | РДМ                   |                       | LC                    | 3                     | Ропухові Bufonidae            | Безхвості Anura       | Земноводні Amphibia ↓ |
| 264.                  |                       | Жаба ставкова                                           | Pelophylax lessonae (Camerano, 1882)                            | РДМ                   |                       | LC                    | 3                     | Жаби Ranidae                  | Безхвості Anura       | Земноводні Amphibia ↓ |
| 265.                  |                       | Жаба їстівна                                            | Pelophylax esculentus (Linnaeus, 1758)                          | НВ                    |                       | LC                    | 3                     | Жаби Ranidae                  | Безхвості Anura       | Земноводні Amphibia ↓ |
| 266.                  |                       | Болотяна черепаха                                       | Emys orbicularis (Linnaeus, 1758)                               | РДМ                   |                       | NT                    | 2                     | Прісноводні черепахи Emydidae | Черепахи Testudines   | Рептилії Reptilia ↑ ↓ |
| 267.                  |                       | Ящірка зелена                                           | Lacerta viridis (Laurenti, 1768)                                | ЗКМ                   | ВР                    | LC                    | 2                     | Справжні ящірки Lacertidae    | Лускаті Squamata      | Рептилії Reptilia ↑ ↓ |
| 268.                  |                       | Ящірка живородна                                        | Zootoca vivipara (von Jacquin, 1787)                            | РДМ                   |                       | LC                    | 3                     | Справжні ящірки Lacertidae    | Лускаті Squamata      | Рептилії Reptilia ↑ ↓ |
| 269.                  |                       | Ящурка піщана (ящурка різнобарвна)                      | Eremias arguta (Pallas, 1773)                                   | ВРМ                   |                       | NT                    | 3                     | Справжні ящірки Lacertidae    | Лускаті Squamata      | Рептилії Reptilia ↑ ↓ |
| 270.                  |                       | Вуж водяний                                             | Natrix tessellata (Laurenti, 1768)                              | РДМ                   |                       | LC                    | 2                     | Вужеві Colubridae             | Лускаті Squamata      | Рептилії Reptilia ↑ ↓ |
| 271.                  |                       | Полоз візерунковий                                      | Elaphe dione (Pallas, 1773)                                     | РДМ                   | ЗК                    | LC                    | 3                     | Вужеві Colubridae             | Лускаті Squamata      | Рептилії Reptilia ↑   |
| 272.                  |                       | Полоз сарматський (полоз Паласів)                       | Elaphe sauromates Pallas, 1811 Elaphe quatuorlineata sauromates | ЗРМ                   | ВР                    | LC                    | 2                     | Вужеві Colubridae             | Лускаті Squamata      | Рептилії Reptilia ↑   |
| 273.                  |                       | Мідянка звичайна (мідянка європейська)                  | Coronella austriaca Laurenti, 1768                              | РД                    | ВР                    | LC                    | 2                     | Вужеві Colubridae             | Лускаті Squamata      | Рептилії Reptilia ↑   |
| 274.                  |                       | Гадюка Нікольського (гадюка лісостепова, гадюка чорна)  | Vipera nikolskii Vedmederja, Grubant et Rudayeva, 1986          | РДМ                   | РД                    | LC                    | 3                     | Гадюкові Viperidae            | Лускаті Squamata      | Рептилії Reptilia ↑   |
| 275.                  |                       | Гадюка степова                                          | Vipera renardi (Christoff, 1861)                                | ВРМ                   | ВР                    | VU                    | 2                     | Гадюкові Viperidae            | Лускаті Squamata      | Рептилії Reptilia ↑   |

### Птахи
| Тип: Хордові Chordata \| Клас: Птахи Aves | Тип: Хордові Chordata \| Клас: Птахи Aves | Тип: Хордові Chordata \| Клас: Птахи Aves | Тип: Хордові Chordata \| Клас: Птахи Aves                             | Тип: Хордові Chordata \| Клас: Птахи Aves | Тип: Хордові Chordata \| Клас: Птахи Aves | Тип: Хордові Chordata \| Клас: Птахи Aves | Тип: Хордові Chordata \| Клас: Птахи Aves | Тип: Хордові Chordata \| Клас: Птахи Aves | Тип: Хордові Chordata \| Клас: Птахи Aves | ↑                                     |
| № з/п                                     | Вид                                       | Вид                                       | Вид                                                                   | Охоронні категорії                        | Охоронні категорії                        | Охоронні категорії                        | Охоронні категорії                        | Охоронні категорії                        | Родина                                    | Ряд                                   |
| № з/п                                     | зображення                                | українська назва                          | біноміальна назва                                                     | ЧКХО                                      | ЧКУ                                       | МСОП                                      | ЄС                                        | БЕ / БО / ВА                              | Родина                                    | Ряд                                   |
| ----------------------------------------- | ----------------------------------------- | ----------------------------------------- | --------------------------------------------------------------------- | ----------------------------------------- | ----------------------------------------- | ----------------------------------------- | ----------------------------------------- | ----------------------------------------- | ----------------------------------------- | ------------------------------------- |
| 276.                                      |                                           | Казарка червоновола                       | Branta ruficollis (Pallas, 1769)                                      | ВР                                        | ВР                                        | EN                                        | NT                                        | БЕ 2 БО 1, 2* ВА 2                        | Качкові Anatidae                          | Гусеподібні Anseriformes ↓            |
| 277.                                      |                                           | Гуска сіра                                | Anser anser (Linnaeus, 1758)                                          | ВР                                        |                                           | LC                                        | LC                                        | БЕ 3 БО 1, 2*                             | Качкові Anatidae                          | Гусеподібні Anseriformes ↓            |
| 278.                                      |                                           | Огар                                      | Tadorna ferruginea (Pallas, 1764)                                     | РДМ                                       | ВР                                        | LC                                        | LC                                        | БЕ 2 БО 1, 2*                             | Качкові Anatidae                          | Гусеподібні Anseriformes ↓            |
| 279.                                      |                                           | Гоголь                                    | Bucephala clangula (Linnaeus, 1758)                                   | РД                                        | РД                                        | LC                                        | LC                                        | БЕ 3 БО 1, 2*                             | Качкові Anatidae                          | Гусеподібні Anseriformes ↓            |
| 280.                                      |                                           | Крех середній                             | Mergus serrator Linnaeus, 1758                                        | РСН                                       | ВР                                        | LC                                        | NT                                        | БЕ 3 БО 1, 2*                             | Качкові Anatidae                          | Гусеподібні Anseriformes ↓            |
| 281.                                      |                                           | Чернь червонодзьоба                       | Netta rufina (Pallas, 1773)                                           | РДМ                                       | РД                                        | LC                                        | LC                                        | БЕ 3 БО 1, 2*                             | Качкові Anatidae                          | Гусеподібні Anseriformes ↑ ↓          |
| 282.                                      |                                           | Чернь білоока                             | Aythya nyroca (Güldenstädt, 1770)                                     | РДМ                                       | ВР                                        | NT                                        | LC                                        | БЕ 3 БО 1, 2*                             | Качкові Anatidae                          | Гусеподібні Anseriformes ↑ ↓          |
| 283.                                      |                                           | Нерозень                                  | Anas strepera Linnaeus, 1758                                          | ЗК                                        | РД                                        | LC                                        | LC                                        | БЕ 3 БО 1, 2*                             | Качкові Anatidae                          | Гусеподібні Anseriformes ↑ ↓          |
| 284.                                      |                                           | Чирянка мала                              | Anas crecca Linnaeus, 1758                                            | РДМ                                       |                                           | LC                                        | LC                                        | БЕ 3 БО 1, 2*                             | Качкові Anatidae                          | Гусеподібні Anseriformes ↑ ↓          |
| 285.                                      |                                           | Широконіска                               | Anas clypeata Linnaeus, 1758                                          | ВР                                        |                                           | LC                                        | LC                                        | БЕ 3 БО 1, 2*                             | Качкові Anatidae                          | Гусеподібні Anseriformes ↑ ↓          |
| 286.                                      |                                           | Пірникоза чорношия                        | Podiceps nigricollis C. L. Brehm, 1831                                | ВР                                        |                                           | LC                                        | LC                                        | БЕ 2                                      | Пірникозові Podicipedidae                 | Пірникозоподібні Podicipediformes ↑ ↓ |
| 287.                                      |                                           | Пірникоза сірощока                        | Podiceps grisegena (Boddaert, 1783)                                   | ВР                                        |                                           | LC                                        | LC                                        | БЕ 2 БО 2*                                | Пірникозові Podicipedidae                 | Пірникозоподібні Podicipediformes ↑ ↓ |
| 288.                                      |                                           | Лелека чорний                             | Ciconia nigra (Linnaeus, 1758)                                        | РДМ                                       | РД                                        | LC                                        | LC                                        | БЕ 2 БО 2* ВА 2                           | Лелекові Ciconiidae                       | Лелекоподібні Ciconiiformes ↑ ↓       |
| 289.                                      |                                           | Квак                                      | Nycticorax nycticorax (Linnaeus, 1758)                                | РДМ                                       |                                           | LC                                        | LC                                        | БЕ 2                                      | Чаплеві Ardeidae                          | Лелекоподібні Ciconiiformes ↑ ↓       |
| 290.                                      |                                           | Чепура мала                               | Egretta garzetta (Linnaeus, 1758)                                     | ЗК                                        |                                           | LC                                        | LC                                        | БЕ 2                                      | Чаплеві Ardeidae                          | Лелекоподібні Ciconiiformes ↑ ↓       |
| 291.                                      |                                           | Чапля руда                                | Ardea purpurea Linnaeus, 1766                                         | ВР                                        |                                           | LC                                        | LC                                        | БЕ 2 БО 2*                                | Чаплеві Ardeidae                          | Лелекоподібні Ciconiiformes ↑ ↓       |
| 292.                                      |                                           | Осоїд                                     | Pernis apivorus (Linnaeus, 1758)                                      | РСН                                       |                                           | LC                                        | LC                                        | БЕ 2 БО 1, 2 ВА 2                         | Яструбові Accipitridae                    | Яструбоподібні Accipitriformes ↑ ↓    |
| 293.                                      |                                           | Шуліка чорний                             | Milvus migrans (Boddaert, 1783)                                       | РСН                                       | ВР                                        | LC                                        | LC                                        | БЕ 2 БО 1, 2 ВА 2                         | Яструбові Accipitridae                    | Яструбоподібні Accipitriformes ↑ ↓    |
| 294.                                      |                                           | Лунь польовий                             | Circus cyaneus (Linnaeus, 1766)                                       | РСН                                       | РД                                        | LC                                        | NT                                        | БЕ 2 БО 1, 2 ВА 2                         | Яструбові Accipitridae                    | Яструбоподібні Accipitriformes ↑ ↓    |
| 295.                                      |                                           | Лунь степовий                             | Circus macrourus (S. G. Gmelin, 1771)                                 | РСН                                       | ЗК                                        | NT                                        | NT                                        | БЕ 2 БО 1, 2 ВА 2                         | Яструбові Accipitridae                    | Яструбоподібні Accipitriformes ↑ ↓    |
| 296.                                      |                                           | Лунь лучний                               | Circus pygargus (Linnaeus, 1758)                                      | РСН                                       | ВР                                        | LC                                        | LC                                        | БЕ 2 БО 1, 2 ВА 2                         | Яструбові Accipitridae                    | Яструбоподібні Accipitriformes ↑ ↓    |
| 297.                                      |                                           | Канюк степовий                            | Buteo rufinus (Cretzschmar, 1827)                                     | РР                                        | РД                                        | LC                                        | LC                                        | БЕ 2 БО 1, 2 ВА 2                         | Яструбові Accipitridae                    | Яструбоподібні Accipitriformes ↑ ↓    |
| 298.                                      |                                           | Змієїд                                    | Circaetus gallicus (J. F. Gmelin, 1788)                               | РСН                                       | РД                                        | LC                                        | LC                                        | БЕ 2 БО 1, 2 ВА 2                         | Яструбові Accipitridae                    | Яструбоподібні Accipitriformes ↑ ↓    |
| 299.                                      |                                           | Орел-карлик                               | Hieraaetus pennatus (J. F. Gmelin, 1788)                              | РДС                                       | РД                                        | LC                                        | LC                                        | БЕ 2 БО 1, 2 ВА 2                         | Яструбові Accipitridae                    | Яструбоподібні Accipitriformes ↑ ↓    |
| 300.                                      |                                           | Підорлик великий                          | Aquila clanga Pallas, 1811                                            | ЗК                                        | РД                                        | VU                                        | EN                                        | БЕ 2 БО 1, 2 ВА 2                         | Яструбові Accipitridae                    | Яструбоподібні Accipitriformes ↑ ↓    |
| 301.                                      |                                           | Підорлик малий                            | Aquila pomarina C. L. Brehm, 1831                                     | РР                                        | РД                                        | LC                                        | LC                                        | БЕ 2 БО 1, 2 ВА 2                         | Яструбові Accipitridae                    | Яструбоподібні Accipitriformes ↑ ↓    |
| 302.                                      |                                           | Беркут                                    | Aquila chrysaetos (Linnaeus, 1758)                                    | РДМ                                       | ВР                                        | LC                                        | LC                                        | БЕ 2 БО 1, 2 ВА 2                         | Яструбові Accipitridae                    | Яструбоподібні Accipitriformes ↑ ↓    |
| 303.                                      |                                           | Могильник                                 | Aquila heliaca Savigny, 1809                                          | РД                                        | РД                                        | VU                                        | LC                                        | БЕ 2 БО 1, 2 ВА 1                         | Яструбові Accipitridae                    | Яструбоподібні Accipitriformes ↑ ↓    |
| 304.                                      |                                           | Орлан-білохвіст                           | Haliaeetus albicilla (Linnaeus, 1758)                                 | РСН                                       | РД                                        | LC                                        | LC                                        | БЕ 2 БО 1, 2 ВА 1                         | Яструбові Accipitridae                    | Яструбоподібні Accipitriformes ↑ ↓    |
| 305.                                      |                                           | Скопа                                     | Pandion haliaetus (Linnaeus, 1758)                                    | РДС                                       | ЗК                                        | LC                                        | LC                                        | БЕ 2 БО 2 ВА 2                            | Скопові Pandionidae                       | Яструбоподібні Accipitriformes ↑ ↓    |
| 306.                                      |                                           | Сапсан                                    | Falco peregrinus Tunstall, 1771                                       | РСН                                       | РД                                        | LC                                        | LC                                        | БЕ 2 БО 2 ВА 1                            | Соколові Falconidae                       | Соколоподібні Falconiformes ↑ ↓       |
| 307.                                      |                                           | Балабан                                   | Falco cherrug J. E. Gray, 1834                                        | ЗК                                        | ВР                                        | EN                                        | VU                                        | БЕ 2 БО 2 ВА 2                            | Соколові Falconidae                       | Соколоподібні Falconiformes ↑ ↓       |
| 308.                                      |                                           | Підсоколик великий                        | Falco subbuteo Linnaeus, 1758                                         | ВР                                        |                                           | LC                                        | LC                                        | БЕ 2 БО 2 ВА 2                            | Соколові Falconidae                       | Соколоподібні Falconiformes ↑ ↓       |
| 309.                                      |                                           | Боривітер звичайний                       | Falco tinnunculus Linnaeus, 1758                                      | РСН                                       |                                           | LC                                        | LC                                        | БЕ 2 БО 2 ВА 2                            | Соколові Falconidae                       | Соколоподібні Falconiformes ↑ ↓       |
| 310.                                      |                                           | Кібчик                                    | Falco vespertinus Linnaeus, 1766                                      | ЗК                                        |                                           | NT                                        | NT                                        | БЕ 2 БО 2 ВА 2                            | Соколові Falconidae                       | Соколоподібні Falconiformes ↑ ↓       |
| 311.                                      |                                           | Дрохва                                    | Otis tarda Linnaeus, 1758                                             | ЗК                                        | ЗК                                        | VU                                        | LC                                        | БЕ 2 БО 1, 2 ВА 2                         | Дрохвові Otididae                         | Дрохвоподібні Otidiformes             |
| 312.                                      |                                           | Погонич звичайний                         | Porzana porzana (Linnaeus, 1766)                                      | ВР                                        |                                           | LC                                        | LC                                        | БЕ 2 БО 2*                                | Пастушкові Rallidae                       | Журавлеподібні Gruiformes ↑ ↓         |
| 313.                                      |                                           | Погонич-крихітка                          | Porzana pusilla (Pallas, 1776)                                        | ВР                                        |                                           | LC                                        | LC                                        | БЕ 2 БО 2*                                | Пастушкові Rallidae                       | Журавлеподібні Gruiformes ↑ ↓         |
| 314.                                      |                                           | Журавель сірий                            | Grus grus (Linnaeus, 1758)                                            | РДМ                                       | РД                                        | LC                                        | LC                                        | БЕ 2 БО 1, 2* ВА 2                        | Журавлеві Gruidae                         | Журавлеподібні Gruiformes ↑ ↓         |
| 315.                                      |                                           | Кулик-довгоніг                            | Himantopus himantopus (Linnaeus, 1758)                                | РДМ                                       | ВР                                        | LC                                        | LC                                        | БЕ 2 БО 2                                 | Чоботарові Recurvirostridae               | Сивкоподібні Charadriiformes ↑ ↓      |
| 316.                                      |                                           | Кулик-сорока                              | Haematopus ostralegus Linnaeus, 1758                                  | РДС                                       | ВР                                        | LC                                        | VU                                        | БЕ 3                                      | Куликосорокові Haematopodidae             | Сивкоподібні Charadriiformes ↑ ↓      |
| 317.                                      |                                           | Пісочник малий                            | Charadrius dubius Scopoli, 1786                                       | ВР                                        |                                           | LC                                        | LC                                        | БЕ 2 БО 2                                 | Сивкові Charadriidae                      | Сивкоподібні Charadriiformes ↑ ↓      |
| 318.                                      |                                           | Пісочник великий                          | Charadrius hiaticula Linnaeus, 1758                                   | РДС                                       | РД                                        | LC                                        | LC                                        | БЕ 2 БО 2                                 | Сивкові Charadriidae                      | Сивкоподібні Charadriiformes ↑ ↓      |
| 319.                                      |                                           | Слуква                                    | Scolopax rusticola Linnaeus, 1758                                     | РДМ                                       |                                           | LC                                        | LC                                        | БЕ 3 БО 1, 2                              | Баранцеві Scolopacidae                    | Сивкоподібні Charadriiformes ↑ ↓      |
| 320.                                      |                                           | Баранець великий                          | Gallinago media (Latham, 1787)                                        | РДС                                       | ЗК                                        | NT                                        | LC                                        | БЕ 2 БО 1, 2*                             | Баранцеві Scolopacidae                    | Сивкоподібні Charadriiformes ↑ ↓      |
| 321.                                      |                                           | Кульон великий                            | Numenius arquata (Linnaeus, 1758)                                     | ВР                                        | ЗК                                        | NT                                        | VU                                        | БЕ 3 БО 1, 2*                             | Баранцеві Scolopacidae                    | Сивкоподібні Charadriiformes ↑ ↓      |
| 322.                                      |                                           | Грицик великий                            | Limosa limosa (Linnaeus, 1758)                                        | ВР                                        |                                           | NT                                        | VU                                        | БЕ 3 БО 1, 2*                             | Баранцеві Scolopacidae                    | Сивкоподібні Charadriiformes ↑ ↓      |
| 323.                                      |                                           | Коловодник лісовий                        | Tringa ochropus Linnaeus, 1758                                        | РДМ                                       |                                           | LC                                        | LC                                        | БЕ 2 БО 1, 2*                             | Баранцеві Scolopacidae                    | Сивкоподібні Charadriiformes ↑ ↓      |
| 324.                                      |                                           | Коловодник звичайний                      | Tringa totanus (Linnaeus, 1758)                                       | ВР                                        |                                           | LC                                        | LC                                        | БЕ 3 БО 1, 2*                             | Баранцеві Scolopacidae                    | Сивкоподібні Charadriiformes ↑ ↓      |
| 325.                                      |                                           | Коловодник ставковий                      | Tringa stagnatilis (Bechstein, 1803)                                  | ЗК                                        | ЗК                                        | LC                                        | LC                                        | БЕ 2 БО 1, 2*                             | Баранцеві Scolopacidae                    | Сивкоподібні Charadriiformes ↑ ↓      |
| 326.                                      |                                           | Набережник                                | Actitis hypoleucos (Linnaeus, 1758)                                   | РДС                                       |                                           | LC                                        | LC                                        | БЕ 2 БО 1, 2*                             | Баранцеві Scolopacidae                    | Сивкоподібні Charadriiformes ↑ ↓      |
| 327.                                      |                                           | Крячок річковий                           | Sterna hirundo Linnaeus, 1758                                         | РДС                                       |                                           | LC                                        | LC                                        | БЕ 2 БО 2*                                | Мартинові Laridae                         | Сивкоподібні Charadriiformes ↑ ↓      |
| 328.                                      |                                           | Крячок малий                              | Sterna albifrons Pallas, 1764                                         | РДС                                       | РД                                        | LC                                        | LC                                        | БЕ 2 БО 2*                                | Мартинові Laridae                         | Сивкоподібні Charadriiformes ↑ ↓      |
| 329.                                      |                                           | Крячок білокрилий                         | Chlidonias leucopterus (Temminck, 1815)                               | ВР                                        |                                           | LC                                        | LC                                        | БЕ 2 БО 2*                                | Мартинові Laridae                         | Сивкоподібні Charadriiformes ↑ ↓      |
| 330.                                      |                                           | Крячок білощокий                          | Chlidonias hybrida (Pallas, 1811)                                     | РДМ                                       |                                           | LC                                        | LC                                        | БЕ 2                                      | Мартинові Laridae                         | Сивкоподібні Charadriiformes ↑ ↓      |
| 331.                                      |                                           | Голуб-синяк                               | Columba oenas Linnaeus, 1758                                          | РД                                        | ВР                                        | LC                                        | LC                                        | БЕ 3                                      | Голубові Columbidae                       | Голубоподібні Columbiformes           |
| 332.                                      |                                           | Сиворакша                                 | Coracias garrulus Linnaeus, 1758                                      | ЗК                                        | ЗК                                        | NT                                        | LC                                        | БЕ 2 БО 2                                 | Сиворакшеві Coraciidae                    | Сиворакшеподібні Coraciiformes        |
| 333.                                      |                                           | Пугач                                     | Bubo bubo (Linnaeus, 1758)                                            | ЗН                                        | РД                                        | LC                                        | LC                                        | БЕ 2 ВА 2                                 | Совові Strigidae                          | Совоподібні Strigiformes ↑ ↓          |
| 334.                                      |                                           | Сова болотяна                             | Asio flammeus (Pontoppidan, 1763)                                     | РСН                                       | РД                                        | LC                                        | LC                                        | БЕ 2 ВА 2                                 | Совові Strigidae                          | Совоподібні Strigiformes ↑ ↓          |
| 335.                                      |                                           | Совка                                     | Otus scops (Linnaeus, 1758)                                           | РСН                                       | РД                                        | LC                                        | LC                                        | БЕ 2 ВА 2                                 | Совові Strigidae                          | Совоподібні Strigiformes ↑ ↓          |
| 336.                                      |                                           | Жайворонок малий                          | Calandrella brachydactyla (Leisler, 1814)                             | ЗК                                        |                                           | LC                                        | LC                                        | БЕ 3                                      | Жайворонкові Alaudidae                    | Горобцеподібні Passeriformes ↑ ↓      |
| 337.                                      |                                           | Жайворонок степовий                       | Melanocorypha calandra (Linnaeus, 1766)                               | РДМ                                       |                                           | LC                                        | LC                                        | БЕ 2                                      | Жайворонкові Alaudidae                    | Горобцеподібні Passeriformes ↑ ↓      |
| 338.                                      |                                           | Сорокопуд сірий                           | Lanius excubitor Linnaeus, 1758                                       | РДМ                                       | РД                                        | LC                                        | VU                                        | БЕ 2                                      | Сорокопудові Laniidae                     | Горобцеподібні Passeriformes ↑ ↓      |
| 339.                                      |                                           | Волове очко                               | Troglodytes troglodytes (Linnaeus, 1758)                              | РДМ                                       |                                           | LC                                        | LC                                        | БЕ 2                                      | Воловоочкові Troglodytidae                | Горобцеподібні Passeriformes ↑ ↓      |
| 340.                                      |                                           | Очеретянка індійська                      | Acrocephalus agricola (Jerdon, 1845)                                  | РДМ                                       |                                           | LC                                        | LC                                        | БЕ 2                                      | Кропив'янкові Sylviidae                   | Горобцеподібні Passeriformes ↑ ↓      |
| 341.                                      |                                           | Очеретянка садова                         | Acrocephalus dumetorum Blyth, 1849                                    | РДМ                                       |                                           | LC                                        | LC                                        | БЕ 2                                      | Кропив'янкові Sylviidae                   | Горобцеподібні Passeriformes ↑ ↓      |
| 342.                                      |                                           | Вівчарик весняний                         | Phylloscopus trochilus (Linnaeus, 1758)                               | РДМ                                       |                                           | LC                                        | LC                                        | БЕ 2                                      | Кропив'янкові Sylviidae                   | Горобцеподібні Passeriformes ↑ ↓      |
| 343.                                      |                                           | Вівчарик зелений                          | Phylloscopus trochiloides (Sundevall, 1837)                           | РДМ                                       |                                           | LC                                        | LC                                        | БЕ 2                                      | Кропив'янкові Sylviidae                   | Горобцеподібні Passeriformes ↑ ↓      |
| 344.                                      |                                           | Мухоловка строката                        | Ficedula hypoleuca (Pallas, 1764)                                     | РДМ                                       |                                           | LC                                        | LC                                        | БЕ 2 БО 2                                 | Мухоловкові Muscicapidae                  | Горобцеподібні Passeriformes ↑ ↓      |
| 345.                                      |                                           | Кам'янка попеляста                        | Oenanthe isabellina (Temminck, 1829)                                  | ЗК                                        |                                           | LC                                        | LC                                        | БЕ 2 БО 2                                 | Мухоловкові Muscicapidae                  | Горобцеподібні Passeriformes ↑ ↓      |
| 346.                                      |                                           | Дрізд білобровий                          | Turdus iliacus Linnaeus, 1766                                         | РДМ                                       |                                           | LC                                        | NT                                        | БЕ 3 БО 2                                 | Дроздові Turdidae                         | Горобцеподібні Passeriformes ↑        |
| 347.                                      |                                           | Дрізд-омелюх                              | Turdus viscivorus Linnaeus, 1758                                      | РДМ                                       |                                           | LC                                        | LC                                        | БЕ 3 БО 2                                 | Дроздові Turdidae                         | Горобцеподібні Passeriformes ↑        |
| 348.                                      |                                           | Синиця чубата                             | Parus cristatus Linnaeus, 1758 Lophophanes cristatus (Linnaeus, 1758) | РДМ                                       |                                           | LC                                        | LC                                        | БЕ 2                                      | Синицеві Paridae                          | Горобцеподібні Passeriformes ↑        |
| 349.                                      |                                           | Чиж                                       | Spinus spinus Linnaeus, 1758                                          | РДМ                                       |                                           | LC                                        | LC                                        | БЕ 2                                      | В'юркові Fringillidae                     | Горобцеподібні Passeriformes ↑        |
| 350.                                      |                                           | Просянка                                  | Emberiza calandra Linnaeus, 1758                                      | РДМ                                       |                                           | LC                                        | LC                                        | БЕ 3                                      | Вівсянкові Emberizidae                    | Горобцеподібні Passeriformes ↑        |

### Ссавці
| Тип: Хордові Chordata \| Клас: Ссавці Mammalia | Тип: Хордові Chordata \| Клас: Ссавці Mammalia | Тип: Хордові Chordata \| Клас: Ссавці Mammalia  | Тип: Хордові Chordata \| Клас: Ссавці Mammalia      | Тип: Хордові Chordata \| Клас: Ссавці Mammalia | Тип: Хордові Chordata \| Клас: Ссавці Mammalia | Тип: Хордові Chordata \| Клас: Ссавці Mammalia | Тип: Хордові Chordata \| Клас: Ссавці Mammalia | Тип: Хордові Chordata \| Клас: Ссавці Mammalia | ↑                              |
| № з/п                                          | Вид                                            | Вид                                             | Вид                                                 | Охоронні категорії                             | Охоронні категорії                             | Охоронні категорії                             | Охоронні категорії                             | Родина                                         | Ряд                            |
| № з/п                                          | зображення                                     | українська назва                                | біноміальна назва                                   | ЧКХО                                           | ЧКУ                                            | МСОП / ЄС                                      | БЕ / БО / ВА                                   | Родина                                         | Ряд                            |
| ---------------------------------------------- | ---------------------------------------------- | ----------------------------------------------- | --------------------------------------------------- | ---------------------------------------------- | ---------------------------------------------- | ---------------------------------------------- | ---------------------------------------------- | ---------------------------------------------- | ------------------------------ |
| 351.                                           |                                                | Заєць білий                                     | Lepus timidus Linnaeus, 1758                        | ЗН                                             | РД                                             | LC                                             | БЕ 3                                           | Зайцеві Leporidae                              | Зайцеподібні Leporiformes      |
| 352.                                           |                                                | Ховрах крапчастий                               | Spermophilus suslicus (Güldenstädt, 1770)           | РДМ                                            | ЗК                                             | NT                                             | БЕ 2                                           | Вивіркові Sciuridae                            | Гризуни Rodentia ↓             |
| 353.                                           |                                                | Ховрах малий                                    | Spermophilus pygmaeus (Pallas, 1778)                | РДМ                                            |                                                | LC                                             |                                                | Вивіркові Sciuridae                            | Гризуни Rodentia ↓             |
| 354.                                           |                                                | Бабак степовий                                  | Marmota bobak (Müller, 1776)                        | ВР                                             |                                                | LC                                             |                                                | Вивіркові Sciuridae                            | Гризуни Rodentia ↓             |
| 355.                                           | зображення                                     | Мишівка темна                                   | Sicista severtzovi (Ognev, 1935)                    | РД                                             | ВР                                             | LC                                             |                                                | Мишівкові Sminthidae                           | Гризуни Rodentia ↓             |
| 356.                                           |                                                | Тушкан великий                                  | Allactaga major (Kerr, 1792)                        | РД                                             | РД                                             | LC NT ЄС                                       |                                                | Тушканові Allactagidae                         | Гризуни Rodentia ↑ ↓           |
| 357.                                           |                                                | Хом'ячок сірий                                  | Cricetulus migratorius (Pallas, 1773)               | РД                                             | НВ                                             | LC                                             |                                                | Хом'якові Cricetidae                           | Гризуни Rodentia ↑ ↓           |
| 358.                                           |                                                | Хом'як звичайний                                | Cricetus cricetus (Linnaeus, 1758)                  | РД                                             | НО                                             | LC                                             | БЕ 2                                           | Хом'якові Cricetidae                           | Гризуни Rodentia ↑ ↓           |
| 359.                                           |                                                | Строкатка степова                               | Lagurus lagurus (Pallas, 1773)                      | РД                                             | ЗК                                             | LC                                             |                                                | Хом'якові Cricetidae                           | Гризуни Rodentia ↑ ↓           |
| 360.                                           |                                                | Мідиця мала                                     | Sorex minutus Linnaeus, 1766                        | ВР                                             |                                                | LC                                             | БЕ 3                                           | Мідицеві Soricidae                             | Мідицеподібні Soricomorpha ↑ ↓ |
| 361.                                           |                                                | Рясоніжка мала (кутора мала)                    | Neomys anomalus Cabrera, 1907                       | РД                                             | РД                                             | LC                                             | БЕ 3                                           | Мідицеві Soricidae                             | Мідицеподібні Soricomorpha ↑ ↓ |
| 362.                                           |                                                | Білозубка білочерева                            | Crocidura leucodon (Hermann, 1780)                  | РД                                             | НВ                                             | LC                                             | БЕ 3                                           | Мідицеві Soricidae                             | Мідицеподібні Soricomorpha ↑ ↓ |
| 363.                                           |                                                | Нічниця Брандта (нічниця північна)              | Myotis brandtii (Eversmann, 1845)                   | РД                                             | РД                                             | LC                                             | БЕ 2 БО 2*                                     | Лиликові Vespertilionidae                      | Рукокрилі Chiroptera ↑ ↓       |
| 364.                                           |                                                | Нічниця ставкова                                | Myotis dasycneme (Boie, 1825)                       | РД                                             | ЗК                                             | NT                                             | БЕ 2 БО 2*                                     | Лиликові Vespertilionidae                      | Рукокрилі Chiroptera ↑ ↓       |
| 365.                                           |                                                | Нічниця водяна                                  | Myotis daubentonii (Kuhl, 1817)                     | ВР                                             | ВР                                             | LC                                             | БЕ 2 БО 2*                                     | Лиликові Vespertilionidae                      | Рукокрилі Chiroptera ↑ ↓       |
| 366.                                           |                                                | Нічниця Наттерера (нічниця війчаста)            | Myotis nattereri (Kuhl, 1817)                       | РД                                             | ВР                                             | LC                                             | БЕ 2 БО 2*                                     | Лиликові Vespertilionidae                      | Рукокрилі Chiroptera ↑ ↓       |
| 367.                                           |                                                | Вухань бурий                                    | Plecotus auritus (Linnaeus, 1758)                   | ВР                                             | ВР                                             | LC                                             | БЕ 2 БО 2*                                     | Лиликові Vespertilionidae                      | Рукокрилі Chiroptera ↑ ↓       |
| 368.                                           |                                                | Вечірниця мала                                  | Nyctalus leisleri (Kuhl, 1817)                      | РД                                             | РД                                             | LC                                             | БЕ 2 БО 2*                                     | Лиликові Vespertilionidae                      | Рукокрилі Chiroptera ↑ ↓       |
| 369.                                           |                                                | Вечірниця руда                                  | Nyctalus noctula (Schreber, 1774)                   | ВР                                             | ВР                                             | LC                                             | БЕ 2 БО 2*                                     | Лиликові Vespertilionidae                      | Рукокрилі Chiroptera ↑ ↓       |
| 370.                                           |                                                | Вечірниця велетенська                           | Nyctalus lasiopterus (Schreber, 1780)               | ЗН                                             | ЗК                                             | DD                                             | БЕ 2 БО 2*                                     | Лиликові Vespertilionidae                      | Рукокрилі Chiroptera ↑ ↓       |
| 371.                                           |                                                | Нетопир середземноморський (нетопир білосмугий) | Pipistrellus kuhlii (Kuhl, 1817)                    | ЗК                                             | ВР                                             | LC                                             | БЕ 2 БО 2*                                     | Лиликові Vespertilionidae                      | Рукокрилі Chiroptera ↑ ↓       |
| 372.                                           |                                                | Нетопир лісовий                                 | Pipistrellus nathusii (Keyserling et Blasius, 1839) | ВР                                             | НО                                             | LC                                             | БЕ 2 БО 2*                                     | Лиликові Vespertilionidae                      | Рукокрилі Chiroptera ↑ ↓       |
| 373.                                           |                                                | Нетопир карлик                                  | Pipistrellus pipistrellus (Schreber, 1774)          | РД                                             | ВР                                             | LC                                             | БЕ 3 БО 2*                                     | Лиликові Vespertilionidae                      | Рукокрилі Chiroptera ↑ ↓       |
| 374.                                           |                                                | Нетопир пігмей                                  | Pipistrellus pygmaeus (Leach, 1825)                 | РД                                             | НО                                             | LC                                             | БЕ 2 БО 2*                                     | Лиликові Vespertilionidae                      | Рукокрилі Chiroptera ↑ ↓       |
| 375.                                           |                                                | Лилик двоколірний (кажан двоколірний)           | Vespertilio murinus Linnaeus, 1758                  | ЗК                                             | ВР                                             | LC                                             | БЕ 2 БО 2*                                     | Лиликові Vespertilionidae                      | Рукокрилі Chiroptera ↑ ↓       |
| 376.                                           |                                                | Кажан пізній (лилик пізній)                     | Eptesicus serotinus (Schreber, 1774)                | ВР                                             | ВР                                             | LC                                             | БЕ 2 БО 2*                                     | Лиликові Vespertilionidae                      | Рукокрилі Chiroptera ↑ ↓       |
| 377.                                           |                                                | Горностай                                       | Mustela erminea Linnaeus, 1758                      | РД                                             | НО                                             | LC                                             | БЕ 3                                           | Куницеві Mustelidae                            | Хижі Carnivora ↑ ↓             |
| 378.                                           |                                                | Ласка (ласиця мала)                             | Mustela nivalis Linnaeus, 1766                      | РД                                             |                                                | LC                                             | БЕ 3                                           | Куницеві Mustelidae                            | Хижі Carnivora ↑ ↓             |
| 379.                                           |                                                | Норка європейська                               | Mustela lutreola (Linnaeus, 1761)                   | РД                                             | ЗК                                             | CR EN ЄС                                       | БЕ 2                                           | Куницеві Mustelidae                            | Хижі Carnivora ↑ ↓             |
| 380.                                           |                                                | Тхір лісовий (тхір чорний)                      | Mustela putorius Linnaeus, 1758                     | РД                                             | НО                                             | LC                                             | БЕ 3                                           | Куницеві Mustelidae                            | Хижі Carnivora ↑ ↓             |
| 381.                                           |                                                | Тхір степовий                                   | Mustela eversmanni Lesson, 1827                     | ЗК                                             | ЗК                                             | LC                                             | БЕ 2                                           | Куницеві Mustelidae                            | Хижі Carnivora ↑ ↓             |
| 382.                                           |                                                | Куниця лісова                                   | Martes martes (Linnaeus, 1758)                      | РД                                             |                                                | LC                                             | БЕ 3                                           | Куницеві Mustelidae                            | Хижі Carnivora ↑               |
| 383.                                           |                                                | Перегузня звичайна                              | Vormela peregusna (Güldenstädt, 1770)               | ЗК                                             | РД                                             | VU                                             | БЕ 2                                           | Куницеві Mustelidae                            | Хижі Carnivora ↑               |
| 384.                                           |                                                | Борсук європейський                             | Meles meles (Linnaeus, 1758)                        | ВР                                             |                                                | LC                                             | БЕ 3                                           | Куницеві Mustelidae                            | Хижі Carnivora ↑               |
| 385.                                           |                                                | Видра річкова                                   | Lutra lutra (Linnaeus, 1758)                        | РД                                             | НО                                             | NT                                             | БЕ 2 ВА 1                                      | Куницеві Mustelidae                            | Хижі Carnivora ↑               |
| 386.                                           |                                                | Лось європейський                               | Alces alces (Linnaeus, 1758)                        | РД                                             |                                                | LC                                             | БЕ 3                                           | Оленеві Cervidae                               | Парнокопитні Artiodactyla      |

## Природоохоронні статуси

### Червона книга Харківської області
| ЗН  | Зниклий                                    | Відомості про вид за останні 50 років відсутні. Брак даних не дозволяє остаточно стверджувати, що певний вид дійсно повністю зник на території Харківської області. Для багатьох таксономічних груп варто брати до уваги ймовірність виявлення «зниклих» видів і необхідність охорони їх місцеперебувань. |
| ЗР  | Регіонально зниклий                        | Відомості про вид за останні 50 років відсутні. Брак даних не дозволяє остаточно стверджувати, що певний вид дійсно повністю зник на території Харківської області. Для багатьох таксономічних груп варто брати до уваги ймовірність виявлення «зниклих» видів і необхідність охорони їх місцеперебувань. |
| ЗРМ | Регіонально зниклий на межі ареалу         | Вид має статус «Регіонально зниклий» на межі свого поширення, яка проходить через Харківську область. |
| ЗК  | Зникаючий                                  | Вид, темпи скорочення чисельності якого свідчать про високу ймовірність його зникнення з території області у найближчі 10 років. Існують вірогідні дані про стрімке скорочення чисельності виду за останні 20 років. Вид цієї категорії потребує негайних охоронних заходів. |
| ЗКМ | Зникаючий на межі ареалу                   | Вид має статус «Зникаючий» на межі свого поширення, яка проходить через Харківську область. |
| ВР  | Вразливий                                  | Вид, чисельність і область поширення якого суттєво скоротилась в останні роки. Чисельність виду знижується, проте не настільки високими темпами, щоб можна було прогнозувати його зникнення. Без застосування охоронних заходів вид може потрапити до категорії зникаючих. |
| ВРР | Вразливий; релікт на межі ареалу           | Вид має статус «Вразливий». На межі свого поширення, яка проходить через Харківську область, є реліктом минулих епох з іншою природно-кліматичною обстановкою. |
| ВРМ | Вразливий на межі ареалу                   | Вид має статус «Вразливий» на межі свого поширення, яка проходить через Харківську область. |
| РД  | Рідкісний                                  | Вид із низькою чисельністю. |
| РСН | Рідкісний із стабільно низькою чисельністю | Чисельність виду є невисокою з природних причин, наприклад, внаслідок низьких темпів розмноження, через надто повільне набуття статевої зрілості тощо. Немає відомостей про суттєве скорочення чисельності виду в останні роки, але рідкісність робить вид виключно вразливим до дії будь-яких несприятливих факторів у майбутньому.                                                                                                 |
| РДС | Рідкісний стенотопний                      | Вид, що мешкає лише в певних умовах місцеперебування і жодним чином не може пристосуватися до існування в інших біотопах. Хоча чисельність виду в останні часи є відносно стабільною, вид лишається дуже вразливим. |
| РДР | Рідкісний реліктовий                       | Вид із низькою чисельністю, що зустрічається лише в окремих пунктах і є реліктом минулих епох з іншою природно-кліматичною обстановкою. Вразливість виду визначається острівним характером поширення, низькою чисельністю, часто також — вузькою біотопічною спеціалізацією. |
| РРС | Рідкісний реліктовий стенотопний           | Вид має ознаки рідкісного стенотопного та рідкісного реліктового. |
| РДМ | Рідкісний на межі ареалу                   | Вид, межа поширення якого проходить через Харківську область. Вид може бути відносно численним в центральних частинах свого ареалу, але на його периферії стає дуже рідкісним. |
| РР  | Рідкісний вид, що розселяється             | Розселення окремого виду є природним процесом, зумовленим коливаннями кліматичних умов, антропогенним перетворенням ландшафтів, впливом інших видів (хижаків або конкурентів). Зміни у фауністичному складі області останніми роками полягають не тільки у скороченні чисельності або зникненні окремих видів, але й у вселенні та розповсюдженні цілої низки видів, що за природними причинами є нечисленними на території області. |
| НВ  | Невизначений                               | Вид із невизначеним, але ймовірно несприятливим статусом. Остаточне віднесення виду до будь-якої з попередніх категорій статусу поки що неможливе через брак інформації. Проте відомо, що їх статус, скоріше за все, є несприятливим і тому вони потребують охорони. |
| НВМ | Невизначений на межі ареалу                | Вид має статус «Невизначений» на межі свого поширення, яка проходить через Харківську область. |
| ВБ  | Відносно благополучний                     | Вид, сучасний стан та загальні тенденції чисельності якого наразі не дають підстави для вжиття негайних заходів охорони. Але, виходячи з оцінки можливостей негативного впливу природних та антропогенних факторів, благополучний стан виду є відносним. |
| ВБМ | Відносно благополучний на межі ареалу      | Вид має статус «Відносно благополучний» на межі свого поширення, яка проходить через Харківську область. |

### Червона книга України
| ЗН | Зниклий             |
| ЗП | Зниклий у природі   |
| ЗК | Зникаючий           |
| ВР | Вразливий           |
| РД | Рідкісний           |
| НО | Неоцінений          |
| НВ | Недостатньо відомий |

### Червоний список Міжнародного союзу охорони природи
англ. The IUCN Red List of Threatened Species.
| EX                                  | Extinct               | Зниклий                        |
| EN                                  | Extinct in the Wild   | Зниклий у природі              |
| Вид на межі зникнення               | Critically Endangered | На межі зникнення              |
| Перебуває під загрозою зникнення    | Endangered            | Під загрозою зникнення         |
| Уразливий вид                       | Vulnerable            | Вразливий                      |
| Вид, близький до загрозливого стану | Near Threatened       | Близький до загрозливого стану |
| Вид поза небезпекою                 | Least Concern         | Найменший ризик                |
| Вид з невизначеним статусом         | Data Deficient        | Даних недостатньо              |
| Вид з невизначеним статусом         | Not Evaluated         | Недосліджений                  |

### Європейський червоний список
Перший Європейський червоний список (англ. European Red List) вийшов у 1991 році. У ньому були використані категорії МСОП старої версії. У нових виданнях європейських червоних списків видам тварин надані природоохоронні статуси МСОП останньої версії. Для груп тварин, по яких нові списки ще не завершено, або списки взагалі не існують, наводяться старі категорії за Європейським червоним списком 1991 р.
| E | Зникаючі види, перебувають під загрозою зникнення; збереження їх малоймовірне, відтворення неможливе без здійснення спеціальних заходів.                                                                            |
| V | Вразливі види, які в найближчому майбутньому можуть бути віднесені до категорії «зникаючих», коли продовжиться дія факторів, що впливають на їх стан.                                                               |
| R | Рідкісні види, популяції яких невеликі, у даний час не віднесені до категорії «зникаючих» та «вразливих», хоча їм і загрожує небезпека.                                                                             |
| I | Невизначені види, що відносяться до категорії «зникаючих», «вразливих» або «рідкісних», однак достовірна інформація, яка б дозволили визначити, до котрої саме із визначених категорій їх можна віднести, відсутня. |
| K | Недостатньо відомі види, які можна було віднести до однієї з вищеперелічених категорій, однак у зв'язку з відсутністю повної достовірної інформації питання залишається нез'ясованим.                               |
| * | Категорії тварин, про яких відомо, що вони перебувають під загрозою зникнення, і які вивчаються Міжнародним союзом охорони природи.                                                                                 |

### Бернська конвенція
Конвенція про охорону дикої флори та фауни і природних середовищ існування в Європі
(англ. Convention on the Conservation of European Wildlife and Natural Habitats)
| 2 | Додаток II  | Види фауни, що підлягають суворій охороні |
| 3 | Додаток III | Види фауни, що підлягають охороні         |

### Боннська конвенція
Конвенція про збереження мігруючих видів диких тварин
(англ. Convention on the Conservation of Migratory Species of Wild Animals, CMS)
| 1 | Додаток I       | Мігруючі види, які перебувають під загрозою зникнення |
| 2 | Додаток II      | Мігруючі види, статус яких є несприятливим, для збереження та регулювання використання яких необхідні міжнародні угоди, а також ті види, стан збереження яких був би значно покращений у результаті міжнародного співробітництва |
| * | додаткові угоди | - EUROBATS — угода про збереження кажанів в Європі - AEWA — угода про збереження афро-євразійських мігруючих водно-болотяних птахів                                                                                              |

### Вашингтонська конвенція
Конвенція про міжнародну торгівлю видами дикої фауни і флори, що перебувають під загрозою зникнення
(англ. The Convention on International Trade in Endangered Species of Wild Fauna and Flora , CITES)
| 1 | Додаток I   | Види, що перебувають під загрозою зникнення, торгівля якими спричинює чи може спричинити на їхнє існування негативний вплив. Торгівля зразками таких видів має бути особливо суворо регульована з тією метою, щоб не ставити надалі під загрозу їхнє виживання, і має бути дозволена лише у виняткових випадках. |
| 2 | Додаток II  | Види, а) які на даний час не обов'язково перебувають під загрозою зникнення, але можуть опинитися під такою загрозою, якщо торгівля зразками таких видів не буде строго регулюватися з метою уникнення такого використання, що несумісне з їхнім виживанням; б) які мають підлягати регулюванню для того, щоб за торгівлею зразками деяких видів, згаданих у підпункті a), міг бути встановлений ефективний контроль. |
| 3 | Додаток III | Види, які за визначенням будь-якої сторони, що підписала конвенцію, підлягають регулюванню в межах юрисдикції сторони в цілях запобігання або обмеження експлуатації, і відносно яких необхідна співпраця інших сторін у контролі за торгівлею. |